# Wan-li
Císař Wan-li (čínsky pchin-jinem Wànlì, znaky 萬曆; 4. září 1563 – 18. srpna 1620) vlastním jménem Ču I-ťün (čínsky pchin-jinem Zhū Yìjūn, znaky 朱翊鈞) z dynastie Ming vládl v letech 1572–1620 mingské Číně. Nastoupil po svém otci, císaři Lung-čchingovi. Po převzetí vlády s novým rokem vyhlásil éru „Nesčíslných let“, Wan-li. Název éry je používán i jako jméno císaře.
Wan-li nastoupil na trůn v devíti letech. Během prvních deseti let panování mladému císaři pomáhal a vládu fakticky vedl císařský sekretář a schopný administrátor Čang Ťü-čeng, měl přitom podporu císařovy matky paní Li a císařských eunuchů v čele s Feng Paoem. Země prosperovala v ekonomické i vojenské oblasti a zesílila na úroveň nevídanou od první čtvrtiny 15. století. Císař svého tajemníka hluboce respektoval a oceňoval. Nicméně jak čas běžel, různé frakce uvnitř vlády začaly Čangovi otevřeně oponovat a jeho silnou pozici ve vládě a u dvora začal panovník považovat za tíživou. Roku 1582 Čang zemřel a za několik měsíců císař odvolal Feng Paoa, poté získal volnost v rozhodování a změnil řadu Čangových administrativních opatření.
V éře Wan-li došlo k velkému rozmachu průmyslu, zejména výroby hedvábí, bavlny a porcelánu. Rozvíjelo se zemědělství, významně stoupl meziregionální i zahraniční obchod. Dopad rozvoje byl nejsilnější v Ťiang-nanu, jehož města, Su-čou, Sung-ťiang, Ťia-sing a Nanking rozkvetla. Přes vzestup hospodářství říše státní finance zůstávaly ve špatném stavu a přes nádheru života bohatých obchodníků a džentry žily masy rolníků a nádeníků v chudobě.
Ve vojenské oblasti závěrečnému desetiletí 16. století dominovala tři velká tažení, všechna vítězná. První z nich bylo povstání početné posádky v Ning-sia. Rebelové zlikvidovali velící generály a ovládli město Ning-sia a okolí. Povstalci disponovali 20 nebo 30 tisíci vojáky, ve městě žilo na 300 tisíc obyvatel. Mingská vláda shromáždila k potlačení rebelie 40 tisíc vojáků. Po polovině října 1592 bylo město dobyto a mingská vojska mohla být přesunuta na opačnou stranu říše, do Koreje. Téhož roku 1592 totiž faktický vládce Japonska Hidejoši Tojotomi podnikl s 200 000 vojáky invazi do Koreje. Wan-li reagoval neprodleným vysláním tří tisíc mužů, kteří však podlehli Japoncům. Poté císař čínské vojsko v Koreji posílil na 40 000 vojáků; spojená korejsko-čínská vojska získala převahu a roku 1593 Japonce z většiny Koreje vytlačila k jihovýchodnímu pobřeží. O čtyři roky později, roku 1597, podnikli Japonci druhou invazi, ale po řadě porážek a Hidejošiho smrti následujícího roku se stáhli. Třetím významným konfliktem bylo potlačení povstání Jang Jing-lunga v jihozápadní Číně v letech 1587–1600. Vzhledem k válce s Japonskem mohly být mingské síly soustředěny na jihozápadě až od roku 1599, poté více než dvousettisícová mingská armáda během několika měsíců povstání zlikvidovala.
Císaře během let více a více rozčarovávaly stálé moralizující útoky a protiútoky úředníků, kterým se postupně odcizoval. Během osmdesátých a devadesátých let 16. století prosazoval svého třetího syna Ču Čchang-süna (syna oblíbené konkubíny paní Čeng) na místo korunního prince, avšak mezi úředníky trval rozhodný nesouhlas s touto myšlenkou. Následné střety mezi panovníkem a ministry trvaly přes patnáct let. Císař nakonec ustoupil a v říjnu 1601 jmenoval korunním princem nejstaršího syna Ču Čchang-lua – pozdějšího císaře Tchaj-čchanga. Po roce 1596 se Wan-li pokusil vybudovat paralelní administrativu složenou z eunuchů, nezávislou na úřednících dosud výhradně spravujících říši, pokus však roku 1606 vzdal. Řízení země tak zůstalo v rukách konfuciánských vzdělanců, kteří se utápěli ve vzájemných sporech – opoziční hnutí Tung-lin neustávalo v morální kritice panovníka a jeho stoupenců, zatímco provládní úředníci se dělili do skupin podle regionálního původu.
V posledních letech Wan-liho vlády na severovýchodních hranicích zesílili Džürčeni a stali se nebezpečnou hrozbou. Roku 1619 v bitvě u Sarhu rozdrtili mingské armády a zabrali část Liao-tungu.

## Dětství a nástup na trůn
Wan-li se narodil 4. září 1563 Lung-čchingovi, tehdejšímu následníku trůnu čínské říše Ming, a jedné z jeho vedlejších manželek, paní Li. Wan-liho vlastní jméno bylo Ču I-ťün, Wan-li („Deset tisíc/Nesčíslně let [vlády]“) je jméno jeho éry vlády. Byl Lung-čchingovým třetím synem, oba jeho starší bratři však zemřeli v raném dětství ještě před rokem 1563. Měl o pět let mladšího bratra Ču I-lioua (1568–1614), roku 1571 jmenovaného knížetem z Lu.
Lung-čching se roku 1567 stal císařem říše Ming, ale už po pěti letech, 5. července 1572, zemřel. Wan-li nastoupil na trůn o dva týdny později, 19. července 1572. Před smrtí dal Lung-čching pokyn Čang Ťü-čengovi, prvnímu velkému sekretáři fakticky stojícímu v čele vlády, chopit se státních záležitostí a stát se oddaným rádcem mladého Wan-liho.
Wan-li vyrůstal jako neklidný a energický mladík. Podle všech zdrojů se rychle učil, byl inteligentní a vnímavý, vždy dobře informovaný o dění v říši. Čang Ťü-čeng k Wan-limu přidělil osm učitelů, aby ho vzdělávali v konfuciánství, historii a kaligrafii. Při výuce historie učitelé kladli důraz na dobré a špatné příklady vládnutí, Čang Ťü-čeng osobně sestavil sbírku historických příběhů, ze kterých si Wan-li měl vzít poučení. Chlapcovo zaujetí kaligrafií však Čanga znepokojilo, a kvůli obavě, že ho „prázdná zábava“ odvrátí od státnických povinností, postupně její výuku zrušil. V letech 1583–1588 Wan-li několikrát navštívil mauzolea v areálu císařských hrobek u Pekingu, věnoval pozornost výcviku palácové gardy. Matka a Čang Ťü-čeng i pekingští vysocí úředníci, obávající se panovníka podobného císaři Čeng-temu (vládl 1505–1521), ho však odrazovali od cest mimo Zakázané město, i od zájmu o vojenství, jízdu na koni a lukostřelbu. Pod jejich tlakem po roce 1588 už neopustil Peking a po roce 1591 se neúčastnil veřejných obětí. Zrušil i ranní audience (pořádané před úsvitem) a večerní (po západu slunce) studium konfuciánství. V mládí byl poslušný vůči matce, respektoval eunuchy a velké sekretáře; později dospěl k cynismu a skepsi vůči rituálům a byrokratům. Odpor vůči ritualizovaným panovnickým povinnostem ho spojoval s dědem Ťia-ťingem (vládl 1521–1567), postrádal však jeho rozhodnost a okázalost. Namísto Ťia-ťingovy vášně pro taoismus se přikláněl k buddhismu.
V prvním období vlády projevoval výrazný zájem o blahobyt poddaných, energicky bojoval proti korupci a za zkvalitňování obrany hranic. Pod vlivem matky, zbožné buddhistky, zřídka uděloval trest smrti a (podle jednoho potrestaného úředníka) byla přílišná shovívavost snad jeho největší chybou. To však neznamenalo, že provinivšího se hodnostáře nebyl schopen nechat ubít k smrti, nedělal to však systematicky. Byl zranitelný, mstivý, ale i velkorysý. Od poloviny 80. let ztloustl a zhoršil se jeho zdravotní stav, tak roku 1589 odůvodňoval svou neúčast na audiencích dlouhodobě ho postihujícími závratěmi, doprovázenými horečkami, úpalem, ekzémy, průjmy a celkovou slabostí. Jeho obtíže byly zřejmě spojeny s pravidelným užíváním opia.
Čang Ťü-čeng a matka Wan-liho vychovávali k materiální skromnosti a vzornému chování, což vnímal jako své ponižování, které nikdy nezapomněl. Poté, co zjistil, že sám Čang Ťü-čeng žil v přepychu, těžce se ho to dotklo. Tato ukázka dvojí morálky ho zatvrdila vůči úředníkům; stal se pak cynickým vůči morálním výzvám. Dva roky po Čang Ťü-čengově smrti byla jeho rodina obviněna z ilegálních machinací s pozemky a Wan-li je nechal tvrdě postihnout, zabavil jejich majetek a Čangovy syny poslal k pohraničním vojskům.

## Vnitřní politika

### Vláda Čang Ťü-čenga (1572–1582)

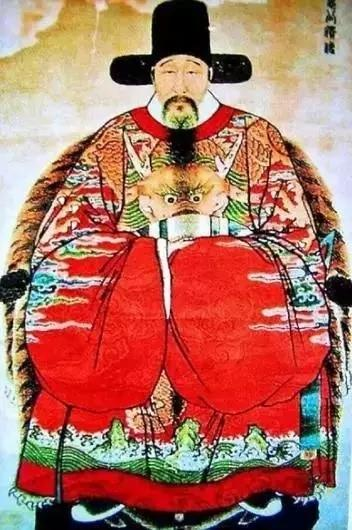
Čang Ťü-čeng, ilustrace z Ilustrované příručky historických osobností, 16. století

Koncem Lung-čchingovy vlády stál v čele velkého sekretariátu a vlády sekretář a ministr obřadů Kao Kung. Vzápětí po nástupu Wan-liho se však eunuchovi Feng Paovi, vedoucímu ředitelství obřadů (nejvýznamnějšího eunušského úřadu císařského paláce), ve spolupráci s velkým sekretářem Čang Ťü-čengem, podařilo Kao Kunga sesadit. Kaovo místo v čele sekretariátu zaujal Čang Ťü-čeng, který u moci zůstal deset let, do své smrti roku 1582. Čang si pod vlivem mongolských nájezdů z 50. let 16. století stanovil za cíl „obohacovat zemi a posilovat vojsko“, přičemž používal spíše legalistické než konfuciánské metody. Pokoušel se zvýšit sílu centrální vlády a roli císaře na úkor lokálních zájmů prostřednictvím zefektivnění administrativy a posílení armády. Proto mimo jiné uzavřel místní akademie a vyšetřující cenzory podřídil sekretariátu. Měl podporu eunuchů, zejména zmíněného Feng Paoa, a císařovy matky, vykonávající funkci regentky. Své kolegy ve velkém sekretariátu si tudíž mohl vybrat sám; neformálně si podřídil i ministerstvo obřadů a kontrolní úřad, své stoupence jmenoval do řady významných postů v centrálních úřadech i regionech. Tím získal rozhodující slovo ve vládě, třebaže z titulu své funkce neměl pravomoc něco nařizovat nebo vyžadovat. Kontrolní úředníky se snažil odvrátit od vzájemných půtek a obrátit je na kontrolu výběru daní a potlačování banditů. V letech 1572–1582 se tak efektivita mingské státní správy zvedla na úroveň jinak dosaženou pouze v počátcích říše.
Čang Ťü-čeng systematicky převáděl platby daní z naturálií na stříbro (takzvaná reforma jediného prutu), reformoval systém vojenských rolníků, mezi roky 1572 a 1579 byly zrevidovány účty okresních úřadů týkající se robot a různých poplatků a příplatků, v letech 1580–1582 byl sestaven nový katastr. S publikací revidovaných seznamů povinností daňových poplatníků, nyní převedených na sjednocenou platbu ve stříbře, byla reforma jediného prutu oficializována po celé říši. V rámci reforem administrativy byly nedůležité činnosti zrušeny nebo omezeny, snížen počet studentů konfucianismu pobírajících státní podporu, provinční úřady vyzvány, aby se obešly jen s třetinou dosavadních požadavků na robotu, ubytovací služby poštovních úřadů byly omezeny na minimum. Daně přitom zůstaly v původní výši a daňové nedoplatky úřady přísně vymáhaly. Přebytek příjmů nad výdaji Čang Ťü-čeng hromadil. V 16. století mingský stát obvykle fungoval takřka bez rezerv, ale administrativě Čang Ťü-čenga se úsporami a zlepšením výběru daní podařilo nashromáždit značné sumy: roku 1582 měly sýpky v okolí metropole zásoby obilí na devět let, pokladna Tchaj-čchang ministerstva daní obsahovala 6 milionů liangů (cca 223 tun) stříbra, dvorské ministerstvo císařských stájí drželo další 4 miliony a v Nankingu bylo k dispozici ještě 2,5 milionu. Další menší rezervy měly k dispozici provinční správy v S’-čchuanu, Če-ťiangu a Kuang-si. Přitom neproběhly žádné institucionální změny, Čang Ťü-čeng pouze – pod heslem návratu k pořádku z počátků říše – dokázal zefektivnit stávající procesy.
Jako zastánce míru s Mongoly odmítl návrh ministra vojenství Tchan Luna na preventivní útok proti nim a přikázal veliteli na severovýchodní hranici Čchi Ťi-kuangovi udržovat ozbrojený mír. Vzhledem k míru s Mongoly mohla být redukována i pohraniční armáda, přebytečné vojáky poslal zpátky na jejich rodinná hospodářství. Čang Ťü-čeng nejenže odmítal tezi, že vojenské záležitosti jsou nevýznamné ve srovnání s civilními, ale odmítal i dominanci civilních hodnostářů nad vojenskými. Na odpovědná místa stavěl schopné vojevůdce jako Čchi Ťi-kuanga, Wang Čchung-kua, Tchan Luna, Liang Meng-lunga a Li Čcheng-lianga. Obranu hranic posílil směsicí obranných i útočných opatření a vztahy se sousedy uklidnil otevřením pohraničních trhů, zvláště na severozápadě.
Čang Ťü-čeng se pohyboval v rámci existující legislativy, přesto kritici jeho akce viděli jako zneužívání moci k povýšení stoupenců a nelegitimní tlak na úředníky. Nicméně otevřená kritika byla ojedinělá, dokud roku 1577 nezemřel jeho otec. Podle zákona měl Čang odejít z úřadu kvůli smutku, císař ho však ve funkci ponechal. Nebylo to bez precedentů, nicméně kritika za neúctu k rodičům byla široká a přestože nejhlasitější kritici byli potrestáni bitím, Čang Ťü-čengova prestiž byla otřesena. Ve snaze o potlačení opozice poté Čang prosadil mimořádné sebehodnocení všech vysokých úředníků, které mu umožnilo odstranit na půl stovky oponentů.
Čang Ťü-čeng zemřel 9. července 1582. Po smrti byl obviněn z obvyklých přečinů vysokých úředníků – úplatků, života v rozkoši, prosazování nekvalifikovaných straníků, zneužití moci, umlčování kritiků. Po Čang Ťü-čengově smrti byli jeho stoupenci mezi úředníky odvoláni, začátkem roku 1583 ztratil své postavení i Feng Pao, důstojníky však císař ochránil, což přispělo k růstu jejich morálky na úroveň nevídanou od poloviny 15. století. Z Čangových úspěchů vycházela Wan-liho agresivnější vojenská politika, v jejímž rámci se snažil statickou obranu nahradit ofenzivnější taktikou a do vedení ministerstva vojenství jmenovat pouze úředníky s vojenskými zkušenostmi. Císař převzal i Čangovu nedůvěru v místní a regionální úřady a odpor vůči frakční politice. Jako Čang Ťü-čeng i Wan-li dával přednost řešení reálných problémů před „prázdnými řečmi“ a frakčními střety.

### Vláda antičangovské opozice (1582–1596)
I po Čangově smrti fungovala aliance mezi císařovou matkou, sekretáři, ministerstvem státní správy a kontrolními úřady, která zajišťovala efektivní správu říše. Opozice se proti alianci stavěla, považujíc ji za protizákonnou. Ve velkém sekretariátu se však již neobjevil silný státník, který by si sám dokázal podřídit administrativu. Císař i opozičně naladění úředníci se takového silného muže obávali a snažili se opětovné koncentraci moci v sekretariátu zabránit. Po roce 1582 sekretariát nakrátko vedl Čang S’-wej a pak osm let do roku 1591 Šen Š’-sing. Šen Š’-sing se snažil o kompromisy mezi panovníkem a byrokracií, přičemž toleroval kritiku a respektoval rozhodnutí ministerstev a kontrolních úředníků. Jeho snaha o vytvoření atmosféry spolupráce a soudržnosti vyšla naprázdno; roku 1590 přišel o hodně ze svého vlivu, když se rozpadlo spojenectví sekretariátu s vedením ministerstva státní správy a kontrolního úřadu a roku 1591 byl donucen rezignovat s tím, že ztratil důvěru opozičních úředníků svým postupem v nástupnické otázce.
Vedoucí velké sekretáře po roce 1582 (po Šen Š’-singovi do roku 1601 funkci vykonávali postupně Wang Ťia-pching, Wang Si-ťüe a Čao Č’-kao) císař vybíral z Čang Ťü-čengových oponentů. Kromě krátkodobě sloužícího Wang Ťia-pchinga ostatní Čangovi nástupci (po jmenovaných přišli ještě Šen I-kuan, Ču Keng, Li Tching-ťi, Jie Siang-kao a Fang Cchung-če) vesměs skončili v nemilosti pod tíhou obžalob cenzorů, ať už za života, nebo posmrtně.
Antičangovská opozice vedená Ku Sien-čchengem dosáhla po Čangově úmrtí jeho odsouzení a očištění řad byrokracie od jeho stoupenců. Přitom kontrolní úředníci vycítili možnost kritizovat výše postavené hodnostáře, vlna doširoka se šířící kritiky však vyvolala hněv a nespokojenost panovníka, který kritikům zazlíval, že nemají pozitivní program. Ve snaze předejít obnově silné centralizované vlády Čangovi oponenti zabředli do mnoha sporů. Od roku 1585 se kontrolní úředníci obrátili i proti císaři s výtkami k jeho soukromému životu. Kritikům dodávala odvahu císařova neochota ke krutým trestům. Wan-li reagoval snahou o umlčení jejich informátorů mezi svým služebnictvem a postupně přestal na připomínky ke své osobě reagovat. Roku 1588 Wan-liho kontrolor obvinil z přijetí úplatku od jednoho císařova eunucha, což panovníka šokovalo a vzalo mu snahu o spolupráci s úředníky. Zredukoval své styky s nimi na nejnižší možnou úroveň, zrušil i ranní audience. Na veřejnosti se pak objevoval pouze na oslavách vojenských vítězství. Styky s byrokracií se odehrávaly neosobně, prostřednictvím písemných zpráv, na které mohl i nemusel reagovat. Koncem své vlády brzdil i personální obměnu úřadů, místa zůstávala neobsazená a úředníci opouštěli úřad bez písemného souhlasu císaře – to jest ilegálně, ale beztrestně. Tak roku 1603 bylo dlouhodobě neobsazeno devět míst regionálních inspektorů (z 13 existujících), roku 1604 téměř polovina prefektů a přes polovina míst ministrů a náměstků ministrů v obou metropolích. Císař nechal volná i mnohá místa v eunušských úřadech paláce, především pozici vedoucího Ředitelství obřadů, čímž se zřejmě snažil oslabit komunikaci mezi eunuchy a úředníky. Nezanedbatelné byly i finanční úspory z neobsazení míst.
Císařovo neobsazování postů se však netýkalo těch částí administrativy, které se staraly o výběr daní. V případě vojenských nebo jiných vážných problémů konzultoval s odpovědnými úředníky ministerstev a kontrolních úřadů a neváhal jmenovat do funkcí úředníky mimo běžnou hierarchii, pokud měli dovednosti vhodné ke zvládnutí situace. Nicméně běžné administrativě nedůvěřoval a snažil se ji obcházet. Třebaže v některých otázkách císař nechával memoranda neodpovězená, v jiných reagoval aktivně. Třebaže část vysokých postů nechal neobsazenou, úřady fungovaly pod vedením náměstků a správa země běžela normálně – postiženým hladomorem bylo pomáháno, rebelie likvidovány, pohraniční srážky řešeny, udržována infrastruktura.
Denně Wan-limu na stůl dorazily stovky memorand, z nich přečetl a rozhodl pouze hrstku; ostatek vyřizovali pověření eunuši, vybavení císařským „červeným štětcem“. Vesměs přitom potvrdili doporučení a návrhy velkých sekretářů, někdy však rozhodli jinak, pokud byli názoru, že by císař s návrhy sekretářů nesouhlasil.
Císař nebyl schopen reformovat státní službu podle svých představ, nechtěl však ani jen potvrzovat rozhodnutí úředníků. Obě strany – císař i byrokraté – chtěli přimět druhou k náležitému chování, avšak neúspěšně, pouze se vzájemně paralyzovaly. V důsledku sporů v centru oslabila kontrola státu nad venkovem.

### Spor onásledníka (1586–1614)

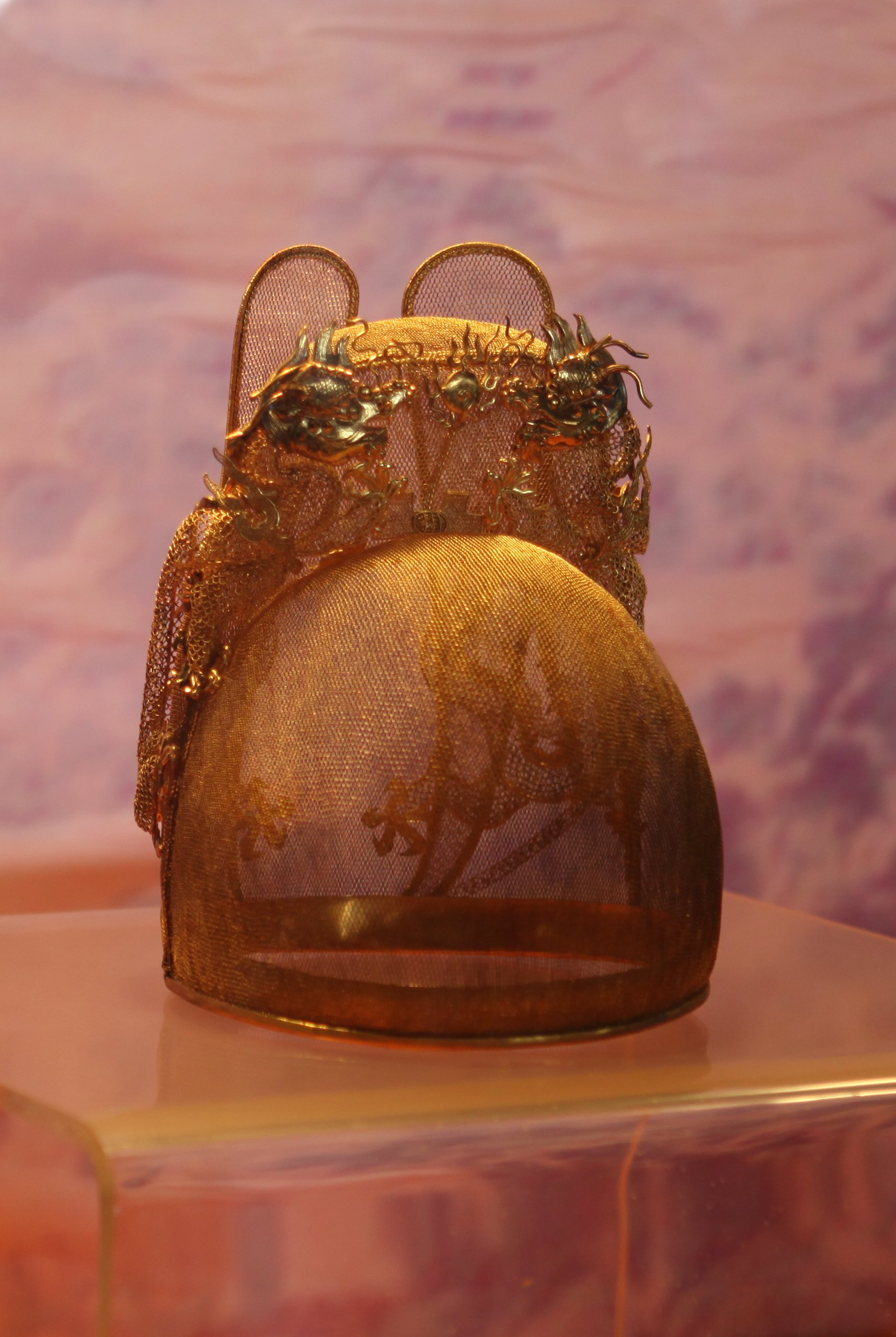
Replika Wan-liho zlaté koruny vyzdvižené z jeho hrobky. Vystavena v paláci Ling-en, Čchang-ling v areálu mingských císařských hrobek

Roku 1586 se otevřela otázka nástupnictví, když císař povýšil svou oblíbenou konkubínu paní Čeng na „císařskou urozenou dámu“ (chuang-kuej-fej), což ji stavělo jen o stupeň níže než jeho císařovnu a výše než kteroukoliv jinou z jeho konkubín, včetně paní Wang, matky císařova nejstaršího syna Ču Čchang-luoa (1582–1620). Pro okolí bylo z toho zřejmé, že by si přál za následníka spíše syna paní Čeng Ču Čchang-süna (1586–1641) – svého třetího (druhý syn zemřel v kojeneckém věku) – než Ču Čchang-luoa. Byrokracie se potom rozdělila; část úředníků začala hájit práva prvního syna s odkazem na zákonnou primogenituru, část však spojila svůj osud s povýšením syna paní Čeng. Na širokou podporu práv nejstaršího syna mezi úředníky císař reagoval odkládáním rozhodnutí. Odklady odůvodňoval čekáním na syna od císařovny. Žádostem o jmenování Ču Čchang-luoa korunním princem, když dosáhl osmi let, aby mohla být oficiálně zahájena jeho výuka, se zase bránil tím, že prince přece vyučují eunuchové.
Roku 1589 císař souhlasil s Ču Čchang-luovým jmenováním následníkem, paní Čeng se však postavila proti, což vyprovokovalo vlnu sporů a o dva roky později i zatýkání, když se v Pekingu rozšířil pamflet obviňující ji ze spiknutí s některými vysokými úředníky proti císařovu nejstaršímu synovi. Císař se naopak snažil v očích veřejnosti vykreslit paní Čeng v příznivém světle, vrcholu jeho snaha dosáhla roku 1594, kdy podpořil její pomoc obětem hladomoru v Che-nanu příkazem všem pekingským úředníkům páté a vyšší hodnosti přispět jí ze svých příjmů.
Nejmenování následníka vyvolávalo pravidelné vlny protestů nejen opozičně naladěných úředníků, ale i vysokých hodnostářů, včetně velkých sekretářů Šen Š’-singa (v úřadě 1578–91) a Wang Si-ťüea (v úřadě 1584–91 a 1593–94). Práva Ču Čchang-luoa podporovaly i císařovna a císařova matka. Wan-li jmenoval Ču Čchang-luoa korunním princem, pod tlakem dalšího kola protestů a žádostí, až roku 1601. Ču Čchang-sünovi současně udělil titul knížete z Fu, nicméně ho ponechal v Pekingu, ačkoliv měl být do provincie odeslán po dosažení osmnácti let věku, tedy roku 1604, což živilo fámy o tom, že otázka následnictví je stále otevřená. Do jeho provinčního sídla knížete poslal, po dlouhé řadě výzev a protestů proti nečinnosti, až roku 1614, kdy se za odeslání knížete rozhodně postavila císařova matka.
S debatami o následníkovi souvisel „případ muže s holí“, který poškodil prestiž panovníka. Totiž koncem května 1615 byl u paláce následníka zadržen muž s holí. Z následného vyšetřování vyplynulo, že se jmenuje Čang Čcha, je bláznivý a chtěl s pomocí hole dořešit konflikt s dvěma eunuchy, se kterými se nepohodl. Tím měla být kauza uzavřena a muž popraven. Do případu se však zamíchal vězeňský úředník Wang Č’-caj, který odmítl verzi o šílenci a prosadil veřejné vyšetřování se zapojením představitelů ministerstva trestů. Podle nové verze případu byl muž psychicky zdravý a do paláce vnikl na žádost dvou eunuchů blízkých paní Čeng a jejímu bratrovi, což vyvolalo podezření, že cílem akce mělo být zabití následníka a dosazení syna paní Čeng na jeho místo. Záležitost měla velký ohlas u dvora. Wan-li reagoval bezprecedentním krokem, svolal civilní i vojenské úředníky zaměstnané v pekingských úřadech, předstoupil před ně s rodinou – následníkem, následníkovými syny a dcerou, a obořil se na úředníky, jak mohou pochybovat o jeho vztazích k následníkovi, kterému věří a spoléhá na něj. Následník potvrdil svůj blízký vztah k otci a žádal ukončení celé záležitosti. Dále císař rozhodl o popravě Čang Čchaa i obou do případu zapletených eunuchů. Proti popravě se postavili představitelé ministerstva trestů, požadující další vyšetřování. Poté velcí sekretáři zprostředkovali kompromis – Čang Čcha byl na druhý den popraven, podezřelí eunuchové měli být vyslechnuti. Výslech proběhl, oba však zůstali pod dozorem císařových eunuchů a pátý den po císařově projevu bylo úředníkům oznámeno, že zemřeli. Případ potom utichl.

### Pokus oeunušskou správu (1596–1606)

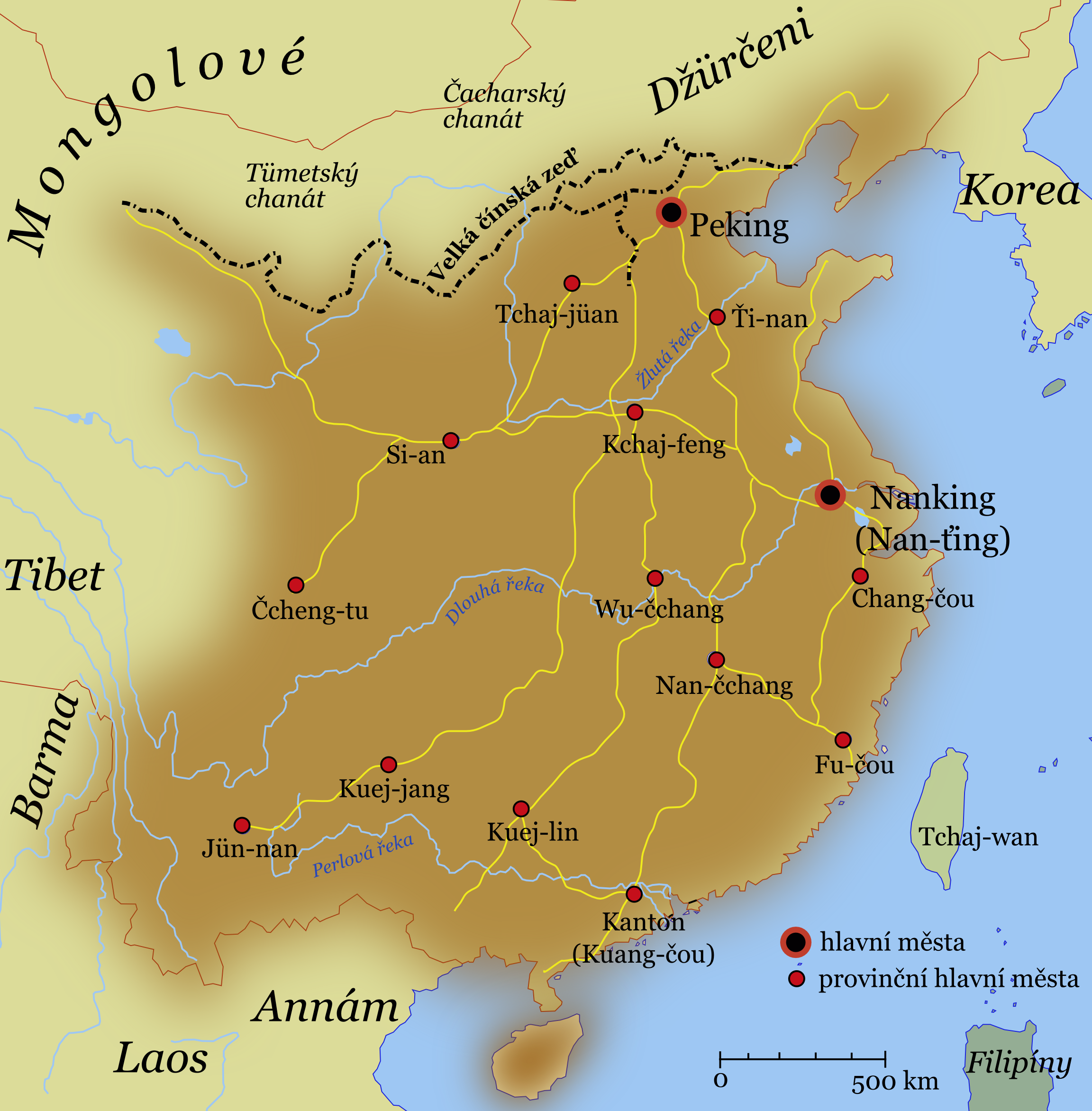
Mingská Čína kolem roku 1580 a její sousedé. Vyznačeny obě metropole, hlavní města provincií a hlavní státní dopravní trasy.

Vzhledem k nevalným výsledkům výběru daní a vyprázdnění státní pokladny kvůli mimořádným výdajům na obnovu paláců Zakázaného města zničených požárem v dubnu 1596, se v srpnu 1596 Wan-li rozhodl akceptovat návrhy na podporu těžby stříbra, které již několik let přicházely z nižších úrovní administrativy. Do okolí Pekingu vyslal tým složený z eunuchů, důstojníků císařské gardy a zástupců ministerstva daní, který měl otevřít nové stříbrné doly. Vzápětí vyslal důstojníka císařské gardy se stejným úkolem do provincie Che-nan a během několika týdnů další důstojníky a eunuchy i do provincií Šan-tung, Šen-si, Če-ťiang a Šan-si. Vysílání eunuchů do regionů mělo tradice a podnikání, obchod a doly poskytovaly možnost příjmů. Proti císařově iniciativě se však během několika dnů zvedla vlna protestů úřadů v okolí Pekingu. Namítaly, že dolování ohrožuje císařské hrobky v horách u Pekingu, a že nelze do státních služeb najímat horníky dosud se živící ilegální těžbou. Císař pro hrobky stanovil ochranné pásmo, akci však nezrušil. Císařovi zmocněnci navíc vedením dolů pověřili boháče vybrané z místní džentry a učinili je zodpovědnými za nutné investice.
Konfuciánští úředníci, dotčeni zásahem do svých pravomocí, se stavěli proti císařově iniciativě i z ideologického hlediska, protože odmítali, aby stát podnikal, „soutěžil s lidmi o zisk“. Tím spíše by se podle nich neměl zapojovat do důlního podnikání, v němž musel zaměstnávat horníky, vzdělanci považované za obecně nedůvěryhodné a pejorativně označované za „hornické bandity“. Dalším důvodem odporu džentry a úředníků bylo vedení operací eunuchy, konkurenční mocenskou skupinou. Stříbrné doly byly navíc často vytěžené a pokud ne, těžba vyžadovala odborné znalosti a dovednosti, které císařem pověření eunuši neměli. Problém řešili již zmíněném jmenováním místních boháčů vedoucími dolů s tím, že zodpovídají za placení důlní daně a stříbro musí dodat bez ohledu na výnosnost dolu. Těžba stříbra z podzemí se tak leckdy měnila na těžbu stříbra z pokladnic džentry, ve výsledném efektu zdanění majetných. Americký historik Harry Miller Wan-liho akci přímo označil za „ekonomickou válku s boháči“.
Po opětovném vypuknutí války v Koreji roku 1597 císař znásobil úsilí o získání dodatečných finančních prostředků. Nevěřil ve spolehlivost džentry a proto začal vytvářet alternativní eunušskou regionální správu. Komisaři pro důlní daň (kchuang š’) z řad eunuchů postupně kromě důlní daně (kchuang šuej) začali získávat kontrolu i nad výběrem obchodních a dalších daní, což císař v letech 1598–1599 oficiálně odsouhlasil. Svým pověřencům udělil právo dohledu nad činností okresních i prefekturních úřadů, a dokonce i nad velkými koordinátory, císařští komisaři poté již nemuseli brát ohled na žádné místní civilní ani vojenské úřady, naopak je mohli úkolovat, a pokud úředníci odporovali, mohli je uvěznit. Císař přitom na jedné straně ignoroval protesty úředníků proti důlní dani a aktivitám eunuchů, na druhé straně hlášení a návrhy eunuchů pečlivě sledoval a neprodleně na ně odpovídal, často ještě týž den, co přišly do Pekingu. Roku 1599 eunuchy poslal do všech velkých přístavů, kde začali přebírat pravomoci úřednické civilní správy. Spory s úředníky hájícími své pravomoci nakonec na jaře 1599 vyřešil oficiálním převedením výběru daní na důlní komisaře. U konfuciánsky orientovaných vzdělanců rozšíření pravomocí eunuchů a jejich operace vynesly císaři pověst jednoho z nejhrabivějších vládců čínské historie, neustále hledajícího cesty, jak naplnit svou osobní pokladnu na úkor příjmů vlády.
Podle amerického historika Richarda von Glahna se výnos daně ze stříbrných dolů zvedl z několika set kilogramů stříbra ročně před rokem 1597 na 3650 kg ročně v letech 1597–1606 (v průměru, v nejúspěšnějším roce 1603 to bylo 6650 kg), přičemž tyto odvody tvořily cca 30 % těžby. Podle odhadů čínských moderních historiků (Wang Čchun-jüa a Tu Wan-jüana) důlní daň vynesla státu dodatečných cca 3 miliony liangů (110 tun) stříbra, přičemž osmkrát nebo devětkrát více si ponechali eunušští komisaři. Podle jiného odhadu v letech 1596–1606 důlní komisaři dodali státu minimálně 5,96 milionu liangů stříbra, ale 40 až 50 milionů si ponechali. I úředníci běžně žili z výnosů svých úřadů, nicméně eunuši odčerpávali do svých kapes podstatně větší díl vybraných prostředků.
Na přelomu let 1605/1606 císař dospěl k závěru, že nejen úředníci z džentry, ale i eunuchové jsou zkorumpovaní a že důlní daň přináší víc škody než užitku. V lednu 1606 se proto rozhodl vzdát pokus o alternativní správu a vydal edikt, kterým nařídil zrušení státních důlních operací a návrat výběru daní do kompetence tradičních úřadů. Třebaže džentry činností eunuchů ztrácela finančně – jak tím, že byla podrobena zdanění, tak tím, že eunuchové převzali její kontrolu nad finančními toky mezi lidmi a státem, významný byl i fakt, že se jí začala z rukou vymykat kontrola lidu, což vnímala jako své ponížení a narušení přirozeného řádu věcí. Roku 1606 se pak džentry jako celek dokázala vrátit jak k dominanci nad lidem, tak nad státem.

### Reformy výběru a hodnocení úředníků
V mingském správním systému měl nejvyšší moc panovník. Vykonávat ji byl schopen pouze vládce energický a kompetentní; jinak – vzhledem k rozptýlení moci mezi vícero úřadů v systému brzd a protivah – vznikalo kolektivní vedení. V polovině 15. století se tak ustavil systém kolektivních debat (chuej-kuan tchuej-ťü, doslova „shromáždit úředníky a společně doporučit“) k řešení problémů přesahujících rámec jednoho resortu. Shromáždění projednávajících politické i personální otázky se účastnily desítky osob, jejich rozvoj vedl k růstu významu veřejného mínění (kung-lun, 公論) a omezování autokratické moci panovníka.
Mezi otázky řešené kolektivně patřilo jmenování vysokých státních hodnostářů Počátkem Wan-liho vlády Čang Ťü-čeng dosáhl zrušení kolektivních debat a vysoké úředníky císař jmenoval podle jeho návrhů. Po Čangově smrti byly debaty obnoveny a panovnická moc tak opět ohraničena. Wan-li se pokoušel omezení překonat, například roku 1591 oznámil, že o své vůli jmenoval velkým sekretářem dosavadního ministra obřadů Čao Č’-kaoa. Rozhodnutí však napadl ministr státní správy Lu Kuang-cu s tím, že je nepřijatelným narušením řádné a zavedené procedury a podrývá otevřenost a férovost rozhodovacích procesů a tedy i důvěryhodnost vlády. Lu a další zastávali stanovisko, že kolektivní zvažování kandidátů v otevřené veřejné diskuzi eliminuje zaujatost a neznalost jednotlivců, a proto je lepší, nestrannější a spravedlivější než rozhodování jednotlivce, byť i panovníka. Císař na kritiku reagoval částečným ústupem: slíbil, že příště již proceduru dodrží. Nadále vysoké hodnostáře jmenoval bez kolektivní debaty jen ojediněle, vždy za rozhořčených protestů úředníků.
Názor, že mínění veřejnosti stojí výše než názory jednotlivců byl v pozněmingské době obecný a projevil se ve spoléhání se na veřejné mínění i při řešení politických a administrativních otázek, kdy se rozhodování opíralo o sběr informací a zjišťování mínění úředníků prostřednictvím dotazníků a hlasovacích lístků. Ovlivnil i hodnocení úředníků, které začalo brát v úvahu nejen mínění nadřízeného, ale i širšího okolí. Tak roku 1595 ministr státní správy Sun Pchi-jang zorganizoval dotazníkové šetření poměrů na několika úřadech a na jeho základě přesvědčil Wan-liho k odvolání jistého úředníka z Če-ťiangu s odůvodněním, že v dotaznících obdržel velké množství negativních komentářů, včetně obvinění z korupce a jiných zločinů. Bezprecedentní událost vyvolala ostrý spor: Čao Č’-kao namítal, že dosud nikdy nebyly výsledky anonymních dotazníků hlavním kritériem hodnocení a že nelze nikoho vinit z trestných činů na základě neověřených informací z anonymních zdrojů. Sun se bránil tím, že solidní důkazy proti dotyčnému nejsou třeba, protože přece není z ničeho obviněn a nestojí před soudem; a v hodnocení úředníků k neúspěchu stačí pouhé široce rozšířené mínění o bezohlednosti dotyčného, které Sun nezaujatě zjistil z ankety.
S reformou hodnocení úředníků jejich kariéra začala záviset na jejich pověsti, určované ministerstvem a kontrolními úřady počítáním kladných a záporných ohlasů v anonymních anketách vyplňovaných jejich kolegy. Stejně jako kolektivní debaty, i ankety zvyšovaly význam veřejného mínění, což za Wan-liho vyústilo v ostré veřejné diskuze a střety, když skupiny úředníků soutěžily o ovládnutí veřejného mínění, zatímco autorita panovníka a váha jeho hlasu klesala.

### Hnutí Tung-lin a frakční spory (1606–1620)
Roku 1604 Ku Sien-čcheng na návrh svého přítele Kao Pchan-lunga u Wu-si (v Ťiang-nanu) založil akademii Tung-lin jako středisko diskuzí a setkávání. Měl přitom podporu místních úřadů a džentry. Zakladatelé akademie byli již desetiletí mimo politiku, vláda ji proto nevnímala jako nebezpečnou. Diskuzí se účastnily stovky vzdělanců a akademie se brzy stala intelektuálním centrem celočínského významu. Záhy byla následována analogickými středisky v okolních prefekturách a stanula v čele volné sítě těchto sdružení a kroužků.

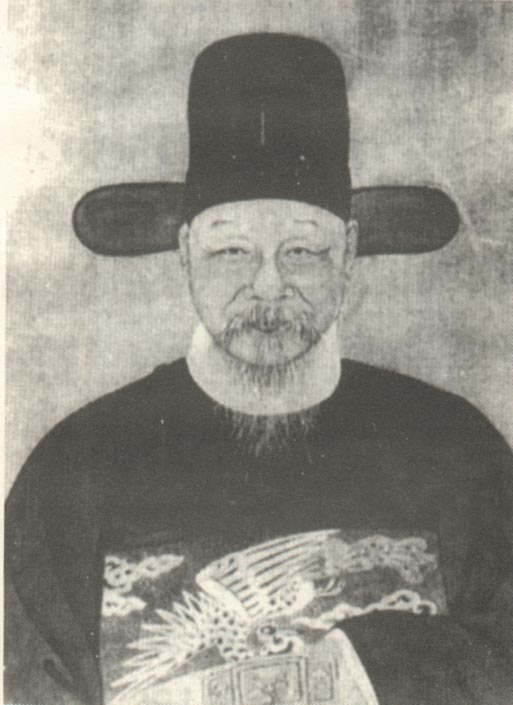
Portrét Ku Sien-čchenga, zakladatele akademie Tung-lin

Podle akademie je nazýváno hnutí úředníků, kteří zásadově stáli na striktním dodržování konfuciánské morálky. Stoupenci hnutí Tung-lin vycházeli z toho, že příkladný život kultivuje morální charakter člověka, nerozlišovali mezi soukromou a veřejnou morálkou. Člověk měl podle nich začít s kultivací své mysli/srdce a pokračovat ve svém domě, pak okolí a pak veřejném životě, což nejlépe ztělesňoval Kao Pchan-lung. Naopak Čang Ťü-čengova výjimka ze smutku za otcem byla v jejich očích známkou bezzásadového prospěcháře, císařovo váhání nad potvrzením následnictví nejstaršího syna měli za neetické a nepřijatelné. Prosazovali systém vlády založený na konfuciánských hodnotách: hodnotách patriarchální rodiny, rozšířené na celý stát. Přičemž místní správa měla fungovat vesměs nepřímo, prostřednictvím vzdělané džentry, která by vedla lid. V tomto kontextu byla technická stránka vládnutí považována za nedůležitou a nedostatky organizace správy se pokoušeli vyřešit prosazováním konfuciánských ctností, hlásáním morálky a kultury sebeobětování se vyšším cílům. Spory vedli o morální hodnoty a vlastnosti, protivníky vinili z nemorálního jednání, nikoliv z odborné nekompetence. Jejich důraz na morálku jim umožňoval tvrdit, že nesledují sobecké cíle, ale spojují je univerzální a pravé morální principy. Hnutí mělo nemalý vliv mezi mladšími úředníky v Pekingu, třebaže do konce Wan-liho vlády se jeho vůdci nevrátili do úřadů.
Stavěli se proti koncentraci moci ve velkém sekretariátě, proti kterému, a proti ministerstvům, podporovali nezávislost kontrolních úřadů. Požadovali omezení aktivit eunuchů na císařský palác. Byli zásadoví v otázce nástupnictví. Tvrdili, že panovník nemá právo samostatně měnit základní zákony říše, mezi které počítali i nástupnická pravidla. Jejich volání proti centralizaci a upřednostňování morálky a ideologie před pragmatičností bránilo efektivní správě říše, již tak vzhledem ke své velikosti a lidnatosti jen obtížně řiditelné.
Sklon ke ztotožňování osobní ctnosti s administrativním talentem dělal z morálky hlavní cíl útoků ve frakčních sporech. K odstranění protivníků byla používána pravidelná hodnocení metropolitních úředníků. Poprvé takto hodnocení využil roku 1577 Čang Ťü-čeng, který tehdy odstranil 51 svých odpůrců. Další hodnocení roku 1581 vedlo k odvolání 264 hodnostářů v metropoli a 67 v Nankingu, což byla velmi rozsáhlá čistka vzhledem k tomu, že v pozdně mingském období sloužilo v ústředních úřadech v Pekingu přes tisíc úředníků a v Nankingu téměř čtyři stovky. Roku 1587 velký sekretář Šen Š’-sing nechal sesadit pouze 31 ťin-š’, avšak nikoho z ministerstva státní správy, akademie Chan-lin a kontrolních úřadů, kde obvykle počínaly frakční spory. Cenzoři však dodatečně žádali odvolání ministra prací Che Čchi-minga, zjevně ze stranických důvodů (jako stoupence Čang Ťü-čenga) pouhý měsíc po jeho jmenování, což rozčililo císaře. Ministr musel odejít, císař však odvolal i vedoucího kontrolního úřadu a zodpovědné kontrolory přeložil do provincií. To však vyvolalo vlnu protestů proti „císařovu narušení nezávislosti kontrolního úřadu“.
Při hodnocení roku 1593 tunglinští využili svých pozic na ministerstvu státní správy a kontrolních úřadech k čistce stoupenců velkých sekretářů. Čerstvě jmenovaný první velký sekretář Wang Si-ťüe na podporu svých straníků nemohl nic udělat, v dodatečných hodnoceních alespoň žádal odvolání několika organizátorů čistky. Proti tomu se postavil vedoucí kontrolního úřadu, císař však souhlasil, což opět vyvolalo protesty mladších úředníků, včetně pozdějších zakladatelů akademie Tung-lin. Hodnocení roku 1599 proběhlo již klidně, když tunglinská opozice ztratila vliv.
Nicméně straníci hnutí Tung-lin při hodnocení roku 1605 opět zaútočili na oponenty a prostřednictvím vedoucího kontrolního úřadu Wen Čchuna a náměstka ministra státní správy Jang Š’-ťiaoa požadovali odvolání 207 úředníků z metropole a 73 z Nankingu. Císař s tak velikou čistkou nesouhlasil a u několika obviněných výslovně požadoval jejich setrvání ve funkcích. Panovníkovo odmítnutí bylo bezprecedentní a proto předmětem ostré kritiky, což se rozvinulo v mnohaměsíční debatu plnou vzájemného obviňování. Do sporů se vložila i Nebesa, když blesk zasáhl jejich oltář. Nakonec byli obvinění úředníci nuceni odejít, odstoupili však i organizátoři čistky a následující rok velký sekretář Šen I-kuan. Tunglinští sice dosáhli odvolání oponentů, kandidáty na vrcholná místa však neměli a pokud se nějaký objevil – jako Li San-cchaj – byl stejným způsobem – útokem na morální integritu, v Liově případě na úplatkářství – znemožněn. V Liově případě také šlo o první kauzu, v níž bylo napojení na hnutí Tung-lin použito jako argument proti kandidátovi.
V hodnocení roku 1611 vzájemně potopily své vůdce (kancléře nankingské univerzity Tchang Pin-jina a učitele následníka Ku Tchien-čuna) dvě antitungliské frakce, zmařena byla i kariéra nejvýše postaveného sympatizanta tunglinských (náměstka ministra státní správy a chanlinského akademika Wang Tchua). Při hodnocení roku 1617 se zase vzájemně potíraly tři kliky založené na regionálním původu, do kterých se zformovali antitunglinští cenzoři. Poslední desetiletí Wan-liho vlády tak stál v čele sekretariátu Fang Cchung-če, považovaný za bezpáteřního byrokrata, zatímco císař nechával mnohé vysoké posty administrativy dlouhá léta neobsazené a na polemická memoranda prostě nereagoval.

## Ekonomika

### Podnebí a přírodní neštěstí
V letech 1570–1620 bylo poměrně teplo, zvláště v zimě. Průměrná teplota byla o stupeň vyšší než v předešlém půlstoletí. Celkově bylo počasí sušší s občasnými záplavami. Sucho bylo zvlášť výrazné v letech 1585–1589 a 1614–1619. Studené zimy postihly zemi v letech 1595–1598 a 1616–1620, kdy se téma zasněžené krajiny objevovalo na obrazech čínských malířů ve zvýšené míře. Rozsáhlé záplavy postihly zemi roku 1586. Nálety sarančat ničily úrodu ve velkém měřítku v letech 1587, 1609 a 1615–1619, zpravidla po deštích ukončujících několikaleté sucho. V důsledku odlesnění severozápadu propukaly písečné bouře, které v letech 1618 a 1619 zahalily Peking do oblaků prachu. Největší zemětřesení éry Wan-li postihlo Čínu v prosinci 1604. Jeho epicentrum leželo v moři 30 km od pobřeží Fu-ťienu, zničena byla přístavní města Čchüan-čou a Čang-čou (v jeho Měsíčním přístavu spadla většina budov). Postiženo bylo pobřeží až k Šanghaji a vnitrozemí až do Chu-kuangu a Kuang-si. Nejhoršími jednotlivými neštěstími byly záplavy na severu roku 1585 následované další rok velkou epidemií; velké sucho po celé zemi roku 1589; ve druhém desetiletí 17. století sucha ve Fu-ťienu a severu a konečně velké záplavy po celé zemi roku 1613.
Celkově byly v éře Wan-li nejtěžšími roky období 1586–88 a 1615–17. Hladomor v letech 1587–88 vyvolaný suchem byl první velký hladomor od poloviny 40. let 16. století, následovala jej epidemie. Historik demografie Cchao Šu-ťi odhadl, že v severní Číně tehdy zahynula polovina lidí, takže počet obyvatel provincií Šan-si, Č’-li a Che-nan klesl z 25,6 milionu roku 1580 na 12,8 milionu roku 1588. Zasaženo bylo i údolí Jang-c’-ťiang. Katastrofy v letech 1586–88 vládu šokovaly, nicméně rezervy nahromaděné Čang Ťü-čengem pomohly překonat obtíže. Úřady se z krize poučily a když o šest let později vypukl hladomor v Che-nanu, zasáhly neprodleně, než se mohl rozrůst.
Druhá série přírodních neštěstí počala roku 1615. Předcházely ji dva roky záplav v severní Číně; od roku 1615 zemědělství poškozovala kombinace záplav v některých regionech a sucha v jiných, takže od podzimu 1615 žádaly o pomoc regiony z celé země. Nejhorší byla situace v Šan-tungu, kde hladovělo na 900 tisíc lidí, zásoby potravin došly a civilní správa se začala rozpadat. Hladomor se ze severní Číny do konce roku posunul do povodí Jang-c’-ťiang, následující rok zasáhl Kuang-tung a další rok i severozápad a jihozápad mingské říše. Sucha a povodně skončily až roku 1620.
V případě hladomorů místní úřady situaci neřešily rozdáváním zásob ze státních rezervních sýpek, které již vesměs zanikly, ale výzvami boháčům, aby potřebné obilí zakoupili a dovezli, přičemž se úředníci omezili na stanovení maximálních cen. To jest stát nemusel obilí držet, když jej bylo možno zakoupit na trhu. V Ťiang-nanu, i v úrodných letech závislém na dovozu rýže, však toto leckdy nestačilo.

### Nové plodiny zAmeriky
Evropané, kteří přišli do Číny v první třetině 16. století, přinesli Číňanům mimo jiné i nové zemědělské plodiny. Ve druhé třetině 16. století je již v Číně doloženo pěstování kukuřice, sladkých brambor, podzemnice olejné. V éře Wan-li se rozšířily další původně americké druhy, tabák a sladké brambory.
Tabák se počátkem 17. století běžně komerčně pěstoval ve Fu-ťienu a vyvážel na Filipíny a počínalo jeho pěstování v Kuang-tungu. Zákazníky pěstitelé tabáku nacházeli především v Ťiang-nanu, zpočátku mezi chudinou, až postupně se zvyk kouřit dýmku rozšířil mezi elitu, aby počátkem čchingského období již v regionu kouřil „každý úředník a voják a osm z deseti rolníků“. Pekingští úředníci začali tabák zmiňovat až ve 30. letech 17. století. 
Sladké brambory se poprvé dostaly do Číny nejpozději začátkem 90. let 16. století, snad však už o desetiletí dříve. Přivezli je čínští obchodníci z Filipín do Fu-ťienu a Kuang-tungu, možný je i dovoz z Vietnamu. Po hladomoru ve Fu-ťienu roku 1594 tamní guvernér podpořil a propagoval pěstování nové plodiny. Ve zmíněných dvou provinciích se sladké brambory ujaly rychle, do vnitrozemí Číny se rozšířily později, ve druhé polovině 17. století.

### Hospodářství

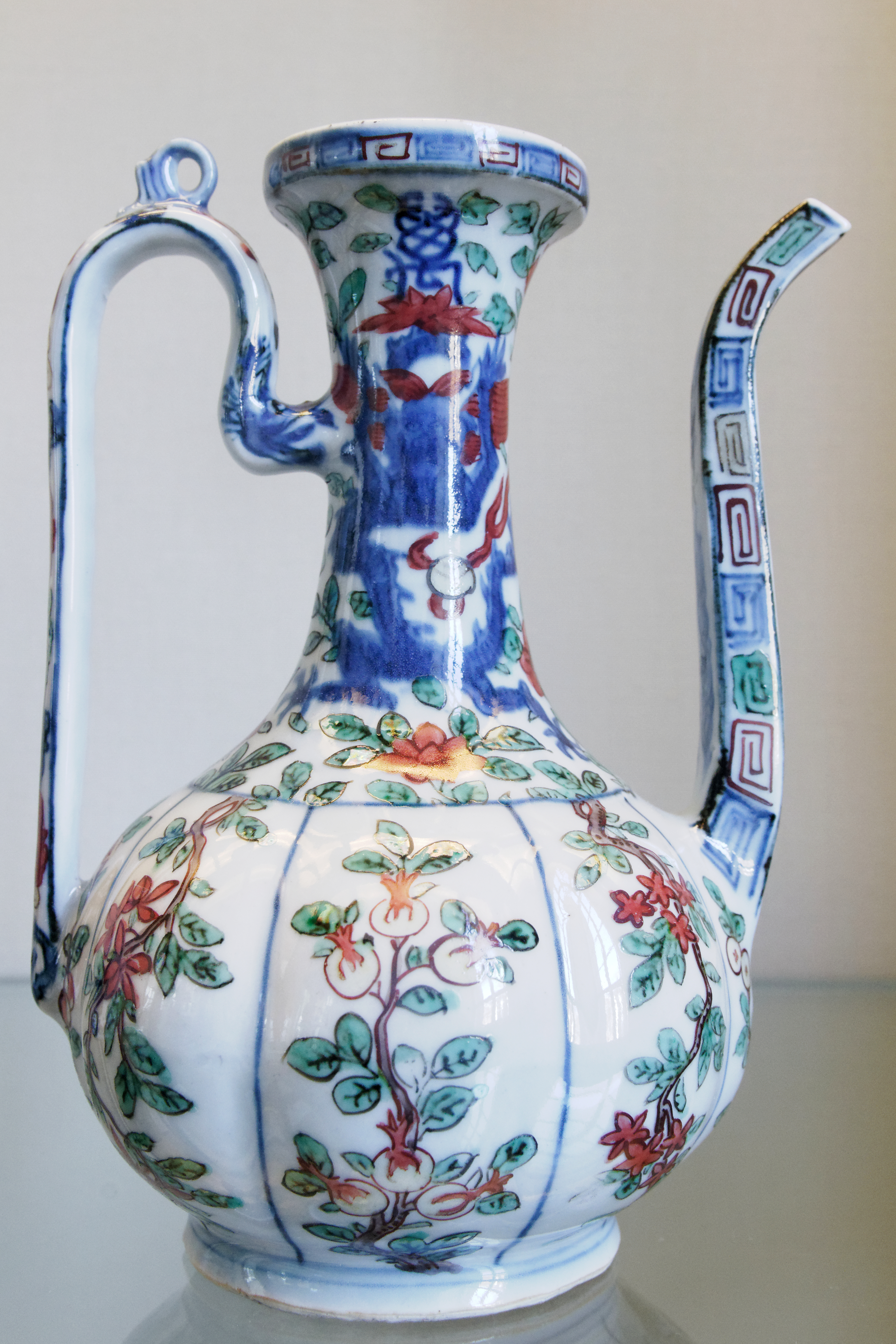
Porcelánová konvice éry Wan-li; Britské muzeum, Londýn

V éře Wan-li došlo k velkému rozmachu průmyslu, výrazně rostlo hedvábnictví, bavlnářství a výroba porcelánu. Textilní průmysl Šen-si zaměstnával tisíce a tisíce lidí, v Kuang-tungu se objevily velké železárny s tisíci pracovníků. Rozvíjela se specializace v zemědělské výrobě, významně stoupl meziregionální obchod. Dopad rozvoje byl nejsilnější v Ťiang-nanu, jehož města (především Su-čou, Sung-ťiang, Ťia-sing a Nanking) mimořádně rozkvetla. Populace Su-čou, coby centra hedvábnictví a finančnictví, koncem 16. století narostla na více než půl milionu. Sung-ťiang byl zase střediskem bavlnářství.
Významná část produkce šla na vývoz, výměnou za stříbro. V letech 1560–1640 Španělé ze svých kolonií v Americe přeplavili přes Pacifik na 1000 tun stříbra, z nich 900 skončilo v Číně. Ale z Japonska do Číny v těchto letech přišlo stříbra 6–7krát více. Přítok zahraničního stříbra probíhal současně s komercionalizací ekonomiky – růstem bavlnářského a hedvábnického průmyslu, růstem měst a obchodu. Komercionalizace však neznamenala prosperitu pro všechny; ceny půdy a rýže víceméně stagnovaly (v 70. a 80. letech 16. století i klesly než v letech 1587–89 vyskočily nahoru kvůli hladomorům v jižní Číně), klesly i mzdy a produktivita práce v ťiangnanském bavlnářství. Už soudobí komentátoři si povšimli, že zatímco tržní ekonomika vzkvétala, státní finance zůstávaly ve špatném stavu a přes nádheru života městských elit žily masy rolníků a nádeníků v chudobě. Změny ekonomiky přinesly i změny hodnot – oficiální konfuciánské doktríny.
Mingský stát se během 16. století postupně přikláněl k politice čao-čang maj-pan (召商買辦, „vláda nakupuje od soukromých obchodníků“), např. od éry Ťia-ťing vláda oděvy nakupovala za stříbro, přičemž státní textilky v Su-čou a Chang-čou zanikly a byly nahrazeny soukromými továrnami. Nastupovala tržní ekonomika, kdy obchodníci nebyli jen přívěskem státního aparátu nuceným akceptovat jím jednostranně určené ceny i objemy kontraktů. Státní zakázky stimulovaly rozvoj soukromých podniků, naopak kvalita produkce státních manufaktur klesla, například roku 1575 armáda vrátila dodávku 5000 nepoužitelných štítů. V poslední třetině 16. století už armádní důstojníci odmítali produkci státních dílen a požadovali od vlády stříbro, aby mohli vybavení nakoupit na trhu. Potřebné stříbro vláda získala převedením povinných služeb na platby v reformě jediného prutu. Cílem reformy bylo odstranění naturálních odvodů, služeb i povinné práce v systému li-ťia a jejich nahrazení přirážkou k pozemkové dani placenou ve stříbře. Převody různých povinností na platby ve stříbře probíhaly v různých okresech už od 20. let 16. století, v 70. až 90. letech byl proces změn nejintenzivnější a reformu zaváděly okresní úřady po celé zemi.  Změny postupovaly od rozvinutějšího jihu země na sever, kde vyvolalo zavádění postupů běžných na jihu vlnu odporu. Spory se týkaly především rušení progresívního zdanění domácností: obhájci reformy tvrdili, že majetné domácnosti obvykle získávaly daňové výjimky, takže progresívní zdanění bylo stejně jen fiktivní. Koncem 16. století přirážky k pozemkové dani nahradily už téměř všechny dávky a práce odváděné v systému li-ťia.
Ve snaze o zavedení pořádku do výběru pozemkové daně roku 1581 prosadil velký sekretář Čang Tü-čeng zpracování nového katastru. V letech 1481–1482 byla vyměřena pole, vyznačeny jejich hranice, vypočtena velikost, zaznamenáni vlastníci i nájemci, sestaveny katastrální mapy. Kvůli brzké Čangově smrti nedošlo k závěrečné sumarizaci údajů za celou zemi, nicméně na lokální úrovni práce splnila svůj účel. Jeho katastr se stal základem pozdějších zachovaných mingských a čchingských katastrů.
Už roku 1581 ministerstvo daní sestavilo Wan-li kchuaj ťi lu („Soupisy účetních procedur éry Wan-li“), přehled daní a poplatků v celé říši, který ukázal jejich komplexnost, diverzitu a závislost na místních podmínkách, která činila mimořádně obtížnou jakoukoli unifikaci. Po absorbování části povinných prací dosahovala pozemková daň výše 5–10 % úrody, ale ve čtyřech nejvíce daňově zatížených prefekturách Nan Č’-li 14–20 %. V 70.–90. letech 16. století se na pozemkové dani vybralo v přepočtu cca 21 milionů liangů stříbra, z větší části v zrnu.

### Obchod

Celostátní trh v období pozdní Ming, produkční oblasti:
rýže,
bavlna,
hedvábí,
a směry obchodu:

Mimo Ťiang-nan ve většině okresů mingské Číny jen málo produktů překračovalo jejich hranice, největší důležitost mělo téměř vždy obilí. Do Ťiang-nanu se obilí dováželo z Ťiang-si, Chu-kuangu a západního Nan Č’-li, Pej Č’-li dováželo rýži ze Šantungu, Peking dovážel daňovou rýži. Rýže na trhu byla vesměs rýže z renty vybrané statkáři od nájemců. Trh s obilím umožnil rozvoj výroby nepotravinářského zboží, zejména textilního. V Ťiang-nanu tak celé oblasti nepěstovaly rýži, ale textilní plodiny – bavlnu a moruše. Moruše pro hedvábníky se pěstovaly v severním Če-ťiangu s centrem v Chu-čou. V Sung-ťiangu a okolí se pěstovala bavlna na více než polovině půdy. Šlo již o pěstování a výrobu zboží, nikoliv jen o prodej přebytků. V pozdní Ming se ekonomika v Ťiang-nanu posunula od pěstování ke zpracování bavlny, která se dovážela z Šan-tungu a Che-nanu, Fu-ťienu a Kuang-tungu. Su-čou a Chang-čou byly centry výroby luxusního zboží, v jejich okolí se vyráběly běžné látky. V rámci výrobního procesu došlo ke specializaci na jednotlivé etapy - předení, tkaní, atd.
Z regionálních skupin obchodníků seveřané ze Šan-si ovládli obchod se solí ve vnitrozemí včetně S’-čchuanu; obchodníci z Chuej-čou kontrolovali dálkový obchod na Velkém kanálu a byli nejsilnější skupinou velko- i maloobchodníků v Ťiang-nanu, následováni obchodníky ze Su-čou, Fu-ťienu a Kuang-čou v tomto pořadí. Obchodníci z Ťiang-si působili v poněkud menším měřítku především v Che-nanu, Chu-kuangu a S’-čchuanu. Na obchodních trasách byly u místních agentů k dispozici čluny k pronajmutí včetně posádky a nosičů. Vycházely cestovní příručky uvádějící trasy a vzdálenosti, informace o hostincích, slavných místech, přívozech, bezpečnosti. Komerční zprostředkovatelé umožňovali zasílání peněz pomocí poukázek.
Objevily se ženy-podnikatelky prodávající to či ono zboží, ale i prostřednice mezi stranami v soudních přích. Konzervativci se na účast žen v obchodování dívali s odporem, tak v prefektuře Ťia-sing jistý Li Ce chválil prefekta, že „zakázal lidem hazardní hry a ženám prodávat na tržištích“.

### Stříbro
Růst dovozů stříbra od první třetiny 16. století vedl k jeho zvýšenému používání a ve druhé polovině 16. století se již mingští státníci obávali, že stříbro zcela vytlačí bronzové mince. V poslední třetině 16. století se problém vztahu stříbra a mincí stal jádrem diskuzí o monetární politice. Část politiků žádala zastavení výroby mincí kvůli její ztrátovosti, jejich oponenti to považovali za krátkozrakou politiku, která nedbá na dlouhodobé příznivé efekty plynoucí z růstu množství oběživa a umožňuje stříbru zaujmout pozici hlavního platidla. V 70. a 80. letech v debatách o měně dominovaly obavy z nedostatku stříbra, způsobujícího deflaci, v 90. letech debaty o měně utichly.
Import stříbra měl výrazný vliv na mingskou ekonomiku. Jeho cena vzhledem ke zlatu i mědi během éry Wan-li klesla na polovinu (přesto byla kupní síla stříbra ve srovnání se světem větší), příjmy ministerstva financí ve stříbře jen během 70. let 16. století vzrostly na dvojnásobek (z cca 90 tun na cca 165 tun ročně), narostly i příjmy místních úřadů: například v Měsíčním přístavu, hlavním centru zahraničního námořního obchodu, výnos z obchodních licencí a celních poplatků mezi lety 1570 a 1594 vyrostl ze 113 kg stříbra na více než jednu tunu. Přítok stříbra byl doprovázen vývozem zlata a mincí. Příliv stříbra měl i záporné efekty, koncem 16. a počátkem 17. století se v regionech s dostatkem stříbra (jihovýchodní pobřeží, Ťiang-nan a Velký kanál) objevila inflace.

### Mince

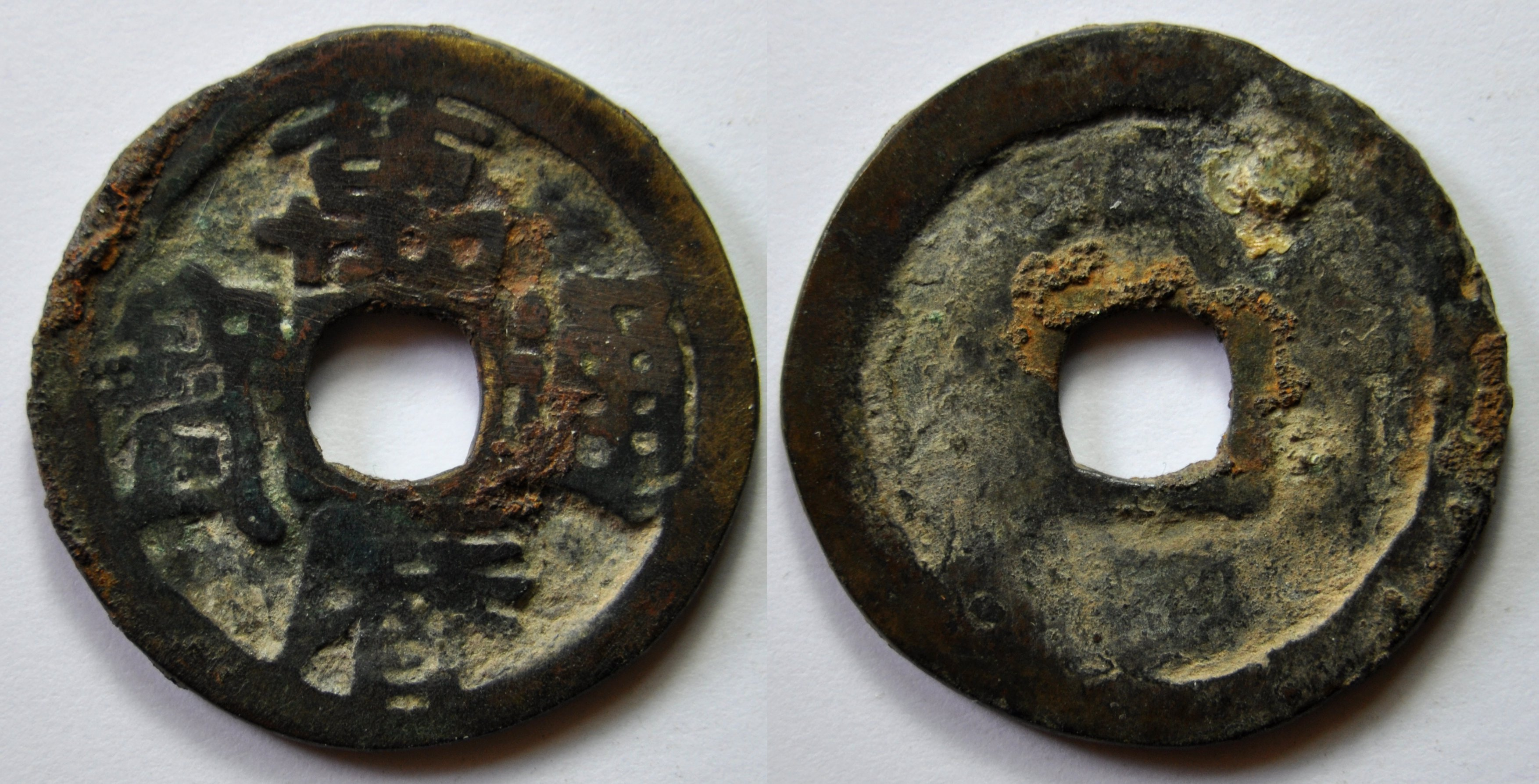
Mince éry Wan-li, 1576

Stříbru mnozí politici nedůvěřovali, protože se obávali závislosti na jeho přítoku ze zahraničí a nedůvěřovali ani jeho schopnosti zajistit všechny funkce peněz. Pokoušeli se proto obrodit používání mincí. Po krátkodobém otevření mincoven v letech 1571–1572 se k nim vrátil Čang Ťü-čeng roku 1576. Tehdy obnovil mincovny v Pekingu a Nankingu a záhy i v Jün-nanu. Poté otevřel mincovny jak v severních provinciích, kde byly mince v užívání – Šan-si, Šan-tungu a Che-anu, ale i v provinciích, kde běžně nepoužívaly – Šen-si, Ťiang-si, Fu-ťienu a Chu-kuangu. Zatímco metropolitní mincovny byly státní, v provinciích je provozovali licencovaní podnikatelé. Výroba minci se ihned setkala s nedostatkem mědi a problémy s najímáním kvalifikovaného personálu, tak v Ťiang-si byla mincovna schopna vyrobit pouze 5 % plánovaného množství mincí. Tamní úřady reagovaly nařízením, že platby daní musí být nejméně ze 70 % prováděny v nových mincích, a vybízely obchodníky k dovozu mincí z okolních provincií. Obchodníci ovšem dodávali nekvalitní soukromě (a ilegálně) vyráběné mince. Podobně mince neuspěly ve Fu-ťienu, kde se již silně rozšířilo stříbro. Čangova měnová politika byla roztříštěná, při podpoře mincí úředníci každé provincie postupovali podle vlastního úsudku. Tak v Če-ťiangu převedli platy vojáků na mince, což v Chang-čou roku 1582 vyvolalo vzpouru; v Ťiang-si zakázali soukromé směnárny, čímž naopak silně zbrzdili šíření nových mincí; několik provincií zakázalo vývoz mincí ze svého území a v jiných provinciích zakázali mince odlité mimo jejich území. Pokusy o uvedení nových mincí do oběhu jejich prodejem se slevou vedly jen k obohacování směnárníků vykupujících levně mince od úřadů a prodávajících je dál za běžnou tržní cenu. Pokusy některých úřadů o zákaz používání ilegálních soukromých mincí vedly k násilným protestům davů a odvolání zákazů. Zatímco mince odlévané v Pekingu trh přijímal, na jihu nadále převažovaly soukromé mince špatné kvality a nižší hodnoty. Roku 1579 Čang uznal, že pokus o prosazení mincí neuspěl. Následujícího roku uzavřel mincovnu v Jün-nanu a roku 1582 většinu ostatních provinčních mincoven. I nadále fungovaly tři v Chu-kuangu, které odlévaly různé mince, což vedlo k rozdělení provincie na několik mincovních zón. Po Čangově smrti jeho nástupci a oponenti uzavřeli většinu mincoven kvůli prodělečnosti. Čangovi oponenti obecně tvrdili, že stát by neměl vměšovat do záležitostí trhu a měny a vnucovat lidem měnu, kterou nechtějí. Naopak druhá strana říkala, že i když stříbro slouží jako kapitál a uchovatel hodnot, mince jsou nenahraditelné v roli prostředku směny a jejich výroba – i když ztrátová – přinese oživení ekonomiky a v dlouhodobém výhledu i zisk.
Roku 1599 se Wan-li vrátil k expanzivní monetární politice. Nová výroba mincí byla tentokrát soustředěna do Nankingu, kde se kapacita mincoven zdesateronásobila. Nicméně mince se rozšířily pouze v bezprostředním okolí Nankingu. Ve městě jich byl relativní nadbytek a jejich cena klesla z 850 na 1300 za liang stříbra. Roku 1606 v důsledku záplav, které přerušily dovoz kovů, vzrostla cena mědi a stát výrobu mincí opět omezil a z mincoven propustil 3000 dělníků, kteří využili svých znalostí opět k výrobě mincí, tentokrát ilegálních. Soukromá mince poté během několika let vytlačila státní. Úřady reagovaly zákazem používání soukromých mincí, směnárníci však z opatrnosti přestali přijímat jakékoliv mince, následovali je nankingští obchodníci a lid se začal bouřit. Totiž nádeníci a dělníci byli vypláceni v mincích, za které si nakupovali jídlo, a byli závislí na akceptování mincí obchodníky. Přitom pro jejich potřeby života ze dne na den byly výhodnější méně hodnotné soukromé mince.

## Kultura a společnost

### Filozofie

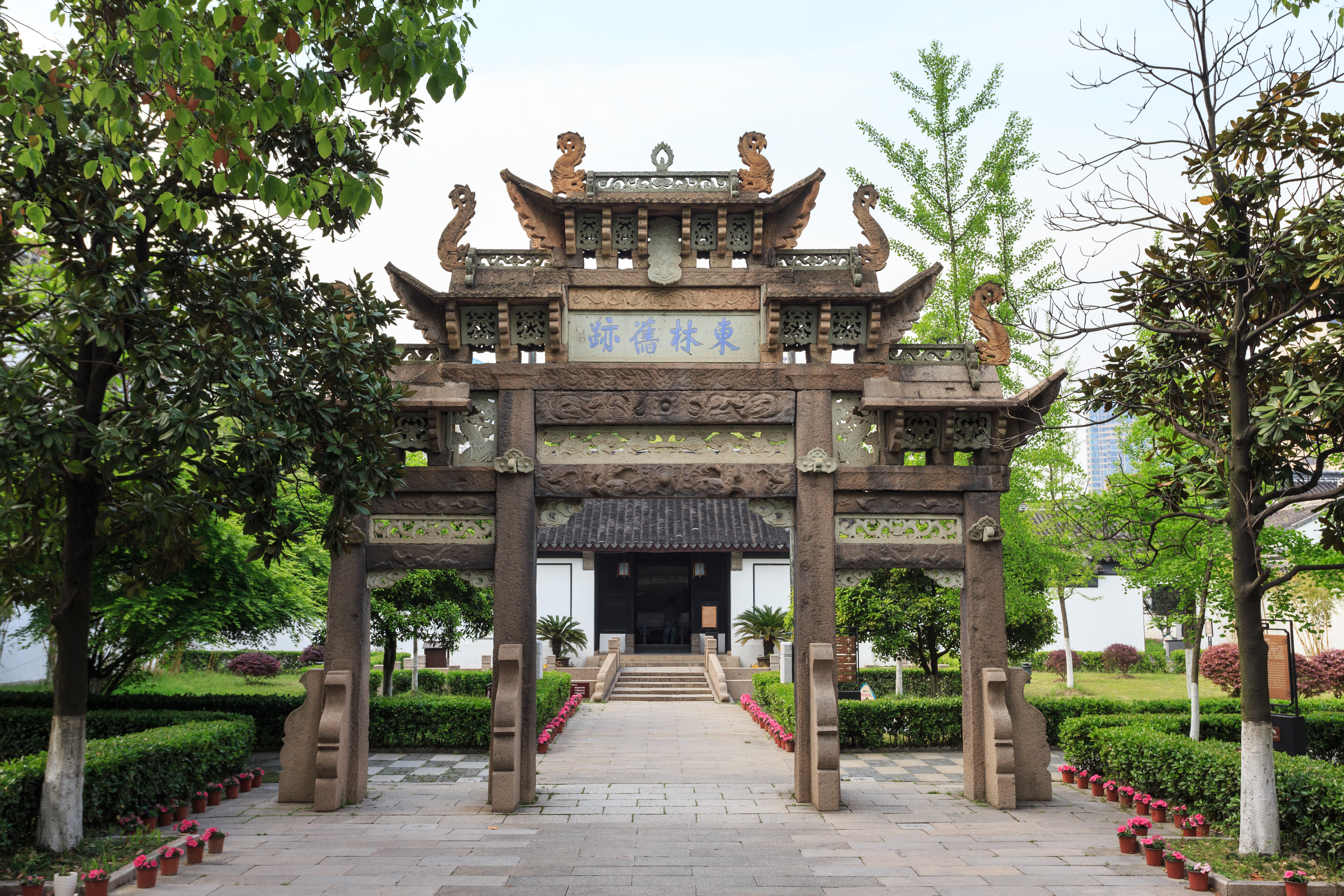
Restaurovaná brána akademie Tung-lin

Už Wang Jang-ming odmítl chápání konfuciánství jako nezměnitelné víry, jeho slovy „Cesta není soukromým majetkem Konfucia“, zdůrazňoval sebeuvědomění a sebepoznání proti doktríně. Obecněji se v jeho podání konfuciánství posunulo od následování moudrosti mudrců minulosti k následování vlastního srdce. V 70. letech byl nejvážnějším oponentem Wangových následovníků Čang Ťü-čeng, který předkládal alternativu jejich učení. Důraz kladl na pragmatické sledování státního zájmu, v kontrastu k jejich soustředění se na vnitřní sebezdokonalování. Za správné měl akce směřující k dobru státu a lidu, jeho krédem bylo „jestliže je opatření v zájmu státu, provedu ho bez ohledu na cokoliv“. Jeho nárok, že prosazuje zájem říše, nikoliv osobní výhody, ospravedlňoval akce proti těm vzdělancům, kteří se utápěli v debatách o morálce a sebezpytování. Takové měl nikoliv za morální vzory, ale za nezodpovědné lenochy.
Po smrti Čang Ťü-čenga se roku 1584 dostalo výjimečného oficiálního uznání třem mingským filozofům, mimo jiné podporovatelům soukromých konfuciánských akademií, Chu Ťü-ženovi, Čchen Sien-čangovi a Wang Jang-mingovi, když byly jejich tabulky umístěny v Konfuciově chrámu. Ze stoupenců Wang Jang-minga byli v odmítání čusistické ortodoxie nejradikálnější Wang Ken a jeho žáci, takzvaná tchajčouská škola. V posledních desetiletích 16. století její přední reprezentant Li Č’ vinil konformisty v úřadech z pokrytectví, za to, že dávali přednost svému prospěchu a kariéře před správností, zpochybnil neomylnost klasiků, a hájil oprávněnost lidských tužeb. Sledování vlastního zájmu měl za dobré, jako motivaci pro rolníka, řemeslníka, učence, kteří ve svém zájmu vykonávají své povolání co nejlépe. To umožnilo rozšíření takových hodnot jako materialismus, pragmatismus a utilitarismus a posuzování lidí ne podle povolání, ale podle bohatství, takže chudý učenec už nestál sociálně výše než bohatý obchodník. Nadšení pro Wang Jang-mingův subjektivismus vyvrcholilo na přelomu 16. a 17. století, kdy se individuální zkušenost kladla nad vzory převzaté z minulosti. Tyto postoje později vyústily v kritičnost a empiričnost čchingských konfuciánů.
V druhé polovině 16. století zesílily tendence k synkretismu, zřejmě jako výraz nespokojenosti s tradiční konfuciánskou ortodoxií. Lin Čao-en přezdívaný „světec tří učení“ spojoval konfuciánství s buddhismem a především s taoismem ve snaze o propojení konfuciánské angažovanosti s taoistickými léčitelskými postupy. Chu Č’ se zase kromě studia konfuciánství věnoval i buddhismu a taoismu, meditacím, a dosáhl osvícení, z buddhistického hlediska „odhalení buddhovské přirozenosti“, pro konfuciány „objevení srdce/mysli vrozeným poznáním“.
Roku 1603 Ku Sien-čcheng na návrh svého přítele Kao Pchan-lunga obnovil akademii Tung-lin jako středisko diskuzí o studiu konfuciánství. Pravidelných debat se účastnily stovky vzdělanců a akademie se brzy stala celostátně významným intelektuálním centrem. Tunglinští odmítali buddhistické a taoistické stahování se do ústraní, proti tomu hájili aktivní účast ve veřejném životě. Vůdci akademie se snažili o morální obrodu, pomocí níž chtěli ozdravit politický život země. Stavěli se proti odevzdanosti, k níž vedl důraz na intuici Wangova stoupence Wang Ťiho a tchajčouské školy; proti tomu se vraceli k disciplinovanému úsilí a jednání. Studium – podle Ču Siho vzoru – dělili mezi čtení knih a meditaci, kterou však nespojovali s buddhistickým čchanem, nýbrž odvozovali od konfuciánského ritualismu.

### Kaligrafie a malířství

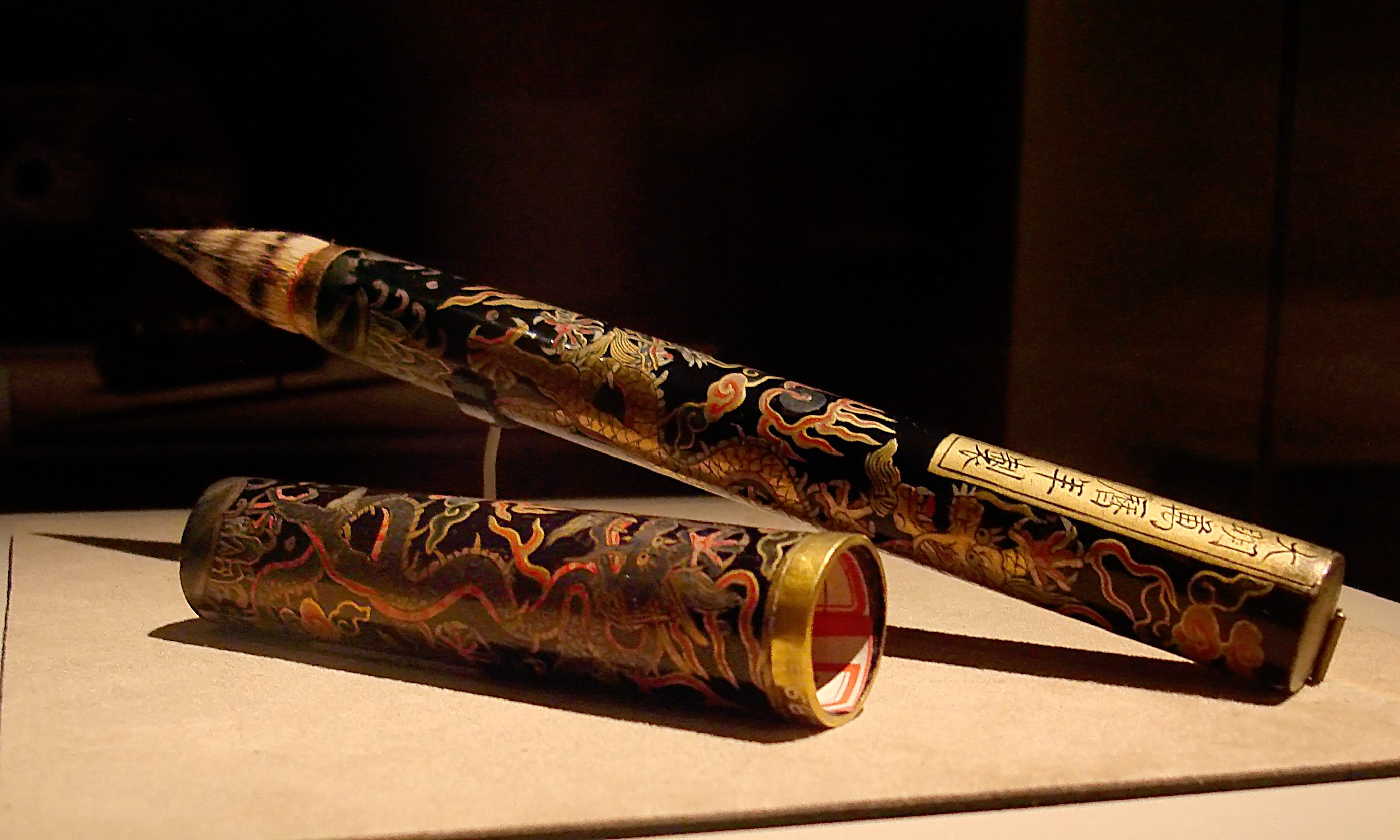
Čínský štětec, éra Wan-li

Ve svých teoretických dílech nejlépe vyjádřil estetická pravidla císařské malířské akademie Tung Čchi-čchang (1555–1636) ze Sung-ťiangu, od mládí uznávaný učenec, který vynikl v literární kompozici, malbě i kaligrafii. Byl významným teoretikem malířství, ale psal i o dějinách kaligrafie. Tung potvrdil vnímání malby jako kaligrafického projevu, a podporoval tvorbu prostřednictvím studia mistrů minulosti. V zájmu legitimizace vlastních uměleckých výkonů prohlašoval, že v minulých staletích malíři patřili vždy do jedné ze dvou stylových škol: tušové malby jižní školy snažící se o vyjádření vnitřní podstaty zobrazovaného, a popisné, dekorativní tradice profesionálních „řemeslných“ malířů severní školy. Sám se postavil na konec vývoje jižní školy jako pravý dědic literátského malířství, snažícího se o vyjádření myšlenek tvůrce a neohlížejícího se na materiální prospěch. Jeho monumentální tušové krajiny se staly vzorem ortodoxie, a koncepce severní a jižní školy začala být přehodnocována až ve 20. století. K originálním malířům éry Wan-li patřil Wu Pin, tvořící v Nankingu a později u pekingského dvora. V malbě obrazů se projevil jako excentrik vycházející z místní fuťienské tradice ovlivněné prvky školy Wu, které dodaly jeho malbám eleganci a krásu, převzal však i expresivní výraz školy Če.
Tung Čchi-čchang dominoval i teorii a praxi pozdně mingské kaligrafie. Ve svých pracích o kaligrafii mistry svého sungťiangského regionu stavěl výše než kaligrafy ze Su-čou. Zdůrazňoval potřebu studovat díla z období Východní Ťin (4. století) a Tchang (7.–9. století), vyzdvihoval zejména Wang Si-č’a a Wang Sien-č’a, přitom neobhajoval těsné kopírování vzorů, ale hlubokou analýzu toho nejdůležitějšího z jejich postupů. Mezi významné sungťiangské kaligrafy druhé poloviny 16. století patřili také Tung Čchi-čchangův přítel Čchen Ťi-žu, všestranný umělec a sběratel a Sü Wej, předchůdce čchingských individuálních umělců, malíř žánru „květů a ptáků“, v kaligrafii se věnující „bláznivému konceptnímu písmu“, jeho styl se blížil abstraktnímu malířství.

### Poezie
V 70. a 80. letech let 16. století pozici literárního arbitra a nejrespektovanějšího kritika mingské Číny zaujímal Wang Š’-čen, všestranný umělec a vůdčí osobnost sedmi pozdějších mingských mistrů. V následující generaci, začátkem 17. století, básníci kladli důraz na vyjádření vlastní přirozenosti, individuální tvořivost, emoce, v myšlení stáli blízko individualistické filozofii Li Č’a. K nejpřednějším osobnostem počátku století patřili básník, esejista, kaligraf, dramatik a literární teoretik Tchang Sien-cu, básník, esejista, kaligraf, malíř a dramatik Sü Wej a básník, kritik, dramatik, sběratel a znalec umění Tchu Lung. Z autorů píšících o poezii v éře Wan-li byl pravděpodobně nejvýznamnější Chu Jing-lin, který pocházel z bohaté rodiny, ale neprosadil se v úřednických zkouškách a místo úřední kariéry se věnoval literatuře. Jeho básně nejsou významné, ale sestavil encyklopedii poetiky Š’-sou (Oáza poezie), v níž podal strukturovaný přehled poetických forem, historie a zdrojů psaný z perspektivy archaizujícího hnutí, považujícího vrcholně tchangskou poezii za nejlepší, nicméně uznávající za hodnotnou i její renesanci od jüanského období až po sedm dřívějších a sedm pozdějších mistrů v 16. století.
Poněkud odlišné pozice zaujímali básníci tzv. školy Kung-an, především bratři Jüan Chung-tao, Jüan Cung-tao a Jüan Čung-tao. Li Č’ přímo ovlivnil bratry Jüan a jejich školu Kung-an v jejich tendencích k odmítání autorit minulosti, vyhýbání se kopírování (které podle nich omezovalo kreativitu), snaze o vyjádření přirozených citů, podpoře dramatu a fikce jako legitimních literárních forem. Nicméně poezie tří bratrů byla vesměs konvenční; od předešlých generací (sedmi dřívějších a sedmi pozdějších mingských mistrů) se lišili napodobováním středně tchangské (zejména Po Ťü-iho), a sungské (Su Š’a) poezie spíše než vrcholně tchangské. V tomto navazovali na Wang Š’-čena, který zmíněné středně tchangské a sungské básníky zahrnul mezi následováníhodné vzory. Více než poezie bratří byla čtena jejich kritika, jejíž závěry do poloviny 17. století získaly obecné uznání. Bratři podporovali literární sdružení, kombinovali konfuciánství s buddhismem a taoismem, a věnovali se nejrůznějším prozaickým a encyklopedickým oborům od květinářství po farmakopedii. Jüan Chung-tao podporoval literaturu psanou v hovorovém jazyce, s tím, že i ona je schopna vyjádřit morální pravdy. Literární styky neomezovali jen vzdělanou džentry, ale byli v kontaktu i s profesionálními malíři, spisovateli a kaligrafy, uměnímilovnými obchodníky, literárně nadanými ženami a kurtizánami. Takto rozšířená kulturní scéna se stala významnou částí mingské literatury o generaci později.
Jiným literárním proudem přelomu 16. a 17. století byla škola Ťing-ling v čele s Tchan Jüan-čchunem a Čung Singem. Oba se shodovali se školou Kung-an v tom, že základem poezie je vyjádření „přirozených citů“, nicméně soudili, že napodobování Po Ťü-iho a Sü Š’a vede k poezii „vulgární a hrubé“. Namísto toho šli cestou jejího zkultivování, přičemž se snažili dosáhnout ducha jejich oblíbené předtchangské a tchangské tvorby s její hloubkou a odměřeností, ale ustrnuli v jejím napodobování. Významní jsou svými antologiemi z let 1614 a 1617 Návrat ke staré poezii (Ku-š’ kuej) a Návrat k tchangské poezii (Tchang-š’ kuej) v nichž vyjádřili své názory na básnickou tvorbu. K úspěchu antologií přispělo vydání Min Čchi-ťiho, k pohodlí čtenářů v něm totiž barevně odlišil básně od poznámek a komentářů editorů.

### Próza a drama

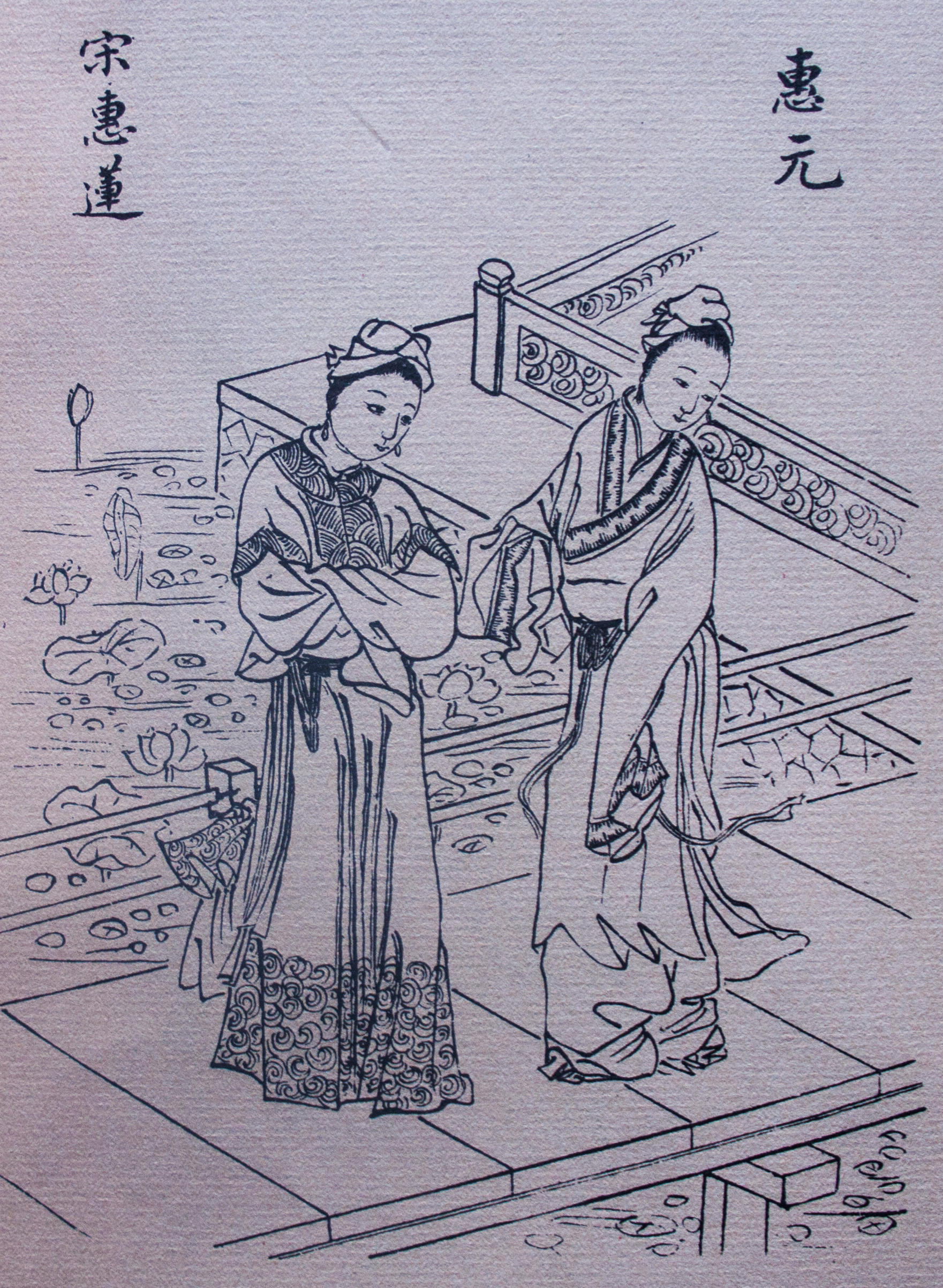
Ilustrace z románu Ťin Pching Mej, 17. století

Roku 1566 penzionovaný úředník a bibliofil Tchan Kchaj vydal Rozsáhlé záznamy z éry Tchaj-pching (Tchaj-pching kuang-ťi) raně sungskou sbírku sedmi tisíc vesměs nadpřirozených příběhů, která znovuoživila mnoho tchangských a starších příběhů a historek. Spisovatelé poté upravovali a vydávali příběhy staré i novější, a povídkové sbírky, jako Wang Tchung-kuejovy Mimoděk zaslechnuté příběhy (Er-tchan, 1597), Sü Čchang-cuovy Úplné záznamy z Jen-šanu (Jen-šan cchung-lu, 1602), Čchien Si-jenova Kchuaj-jüan (1613), si získaly velkou oblibu a popularitu. Povídky v klasickém jazyce psali Sung Mao-čcheng a Pchan Č’-cheng, v hovorovém jazyce Ling Meng-čchu a Feng Meng-lung. Kolem roku 1590 začal kvést žánr románů v hovorovém jazyce, do té doby vzácných. Z románů vzniklých v éře Wan-li mimořádnou proslulost získaly Putování na západ, jeden ze čtyř klasických čínských románů, a sociálně-kritický Ťin Pching Mej. Luo Mao-tengův román Plavby eunucha San-pao do Západního oceánu (San-pao tchaj-ťien sia-si-jang) z roku 1597 se stal prvním dílem, které čtenáře ohromovalo rozměry „lodí pokladů“ loďstva Čeng Chea.
Rozvoji dramatu napomohl Liang Čchen-jü, když upravil a použil kchunšanský hudební styl, kchun-čchü, jako hudební složku svého dramatu Chuan-ša-ťi. Spojení hudby kchun-čchü s dramatickou formou čchuan-čchi mělo mimořádný úspěch a pojmy čchuan-čchi a kchun-čchü poté prakticky splynuly. V následujících desetiletích se objevily stovky autorů a mnohem více her. Mezi herci a divadelníky měli nejprestižnější postavení soukromé divadelní soubory zaměstnávané boháči k jejich potěšení a potěšení jejich hostů. Mezi dramatiky vynikl Tchang Sien-cu, z jeho děl jsou nejvíce ceněny takzvané „čtyři snové hry“, a z nich především Pavilón pivoněk. S Tchang Sien-cuem byl nejvýznamnějším dramatikem éry Wan-li Čeng Č’-čen, který do divadelní formy zpracoval populární příběh Mu-lien zachraňuje matku (Mu-lien ťiou mu sing siao si wen). Z dramat Šen Ťinga uspěla pouze hra I-sia ťi (adaptace jedné z kapitol Příběhů od jezerního břehu), přesto se stal významným teoretikem. Jeho následovníci jsou známi jako škola Wu-ťiang. V teorii kladl důraz na roli hudby, kterou měl za důležitější než textovou složku hry (opačný názor hájil Tchang Sien-cu). Cang Mao-sün sestavil Antologii jüanských her (Jüan-čchü süan), která se na čtyři staletí stala základním zdrojem jüanských dramat ca-ťü, nicméně hry v ní nemají originální formu, ale byly Cangem významně upraveny v souladu s pozdněmingskými hodnotami a uměleckými postoji.

### Knihy a knižní trh, noviny
Počátkem 16. století tištěná literatura převládla nad rukopisnou, což vedlo k explozivnímu rozšíření psaných textů. Ve srovnání s Evropou byl v Číně papír levný a tisk z dřevěných desek nevyžadoval velké počáteční investice, tištěná literatura nejrůznějších druhů a žánrů se proto rychle rozšířila. V éře Wan-li proto Evropané, jako například Matteo Ricci, žasli nad množstvím a lácí knih v Číně. Knihy byly obecně levné, ale vzácné tisky mohly stát i stovku liangů stříbra. S lácí a počtem knih se četlo nejen pro práci, ale i pro potěšení. Gramotnost byla všeobecně rozšířená, podle svědectví evropských návštěvníků bylo i v nejchudších rodinách vzácností nalézt chlapce, který by se neučil číst a psát. Knihy tak četlo více lidí než kdykoliv předtím v Číně i ve světě.
Expanzivně rostl knižní trh. Zatímco ještě v první třetině 16. století byl poměrně omezený, tiskly se především konfuciánští klasikové, soubory oficiálních historií a neokonfuciánští filozofové a knihy se tiskly v knížecích palácích, při úřadech a komerčně zejména ve Fu-ťienu (především prefektuře Ťien-ning na severu provincie), v éře Wan-li komerční vydavatelé tiskli cokoliv, co mělo šanci na prodej, od zmíněné oficiální literatury, přes nejrůznější beletristické žánry po encyklopedie a příručky všeho druhu,, od „klasiků do kapsy“ pro studenty po „jak se stát spisovatelem“, či jak vést zemi. Příručky a encyklopedie pro řízení domácnosti přímo zaplavily knižní trh. Koncem století získala velkou popularitu beletrie. Levnost tisku umožnila rozšíření specializovaných odborných knih, např. lékařských, dosud šířených pouze v rukopisech.
Nejdůležitějšími oblastmi knižní produkce byly Su-čou, Fu-ťien a Če-ťiang, přičemž nejkvalitnější a nejdražší byly tisky ze Su-čou, nejčetnější a nejlevnější z Fu-ťienu, Če-ťiang byl v obou směrech druhý. Rozvoj a komercionalizace knižního trhu vedla vzdělance ke zveřejňování svých prací „jak je psali“, zatímco dosud byly obvykle publikovány jejich žáky nebo potomky. Slavní a známí vzdělanci totiž mohli počítat s tím, že vydavatelé jim – v očekávání zisku – zaplatí za cokoliv, co napíší. Objevili se vzdělanci, kteří se soustředili čistě na psaní a nakladatelskou činnost.
Zvětšovaly se soukromé knihovny. Zatímco v sungských dobách nemohl nikdo doufat v knihovnu o deseti tisících ťüanech, v éře Wan-li soukromé knihovny v Ťiang-nanu čítaly 30 až 50 tisíc ťüanů, jangčouský učenec Ke Ťien vlastnil dokonce 10 tisíc titulů, (jeden titul mohl mít i několik desítek ťüanů) a takto rozsáhlých soukromých knihoven existovaly tucty. Velké knihovny soukromníků se kvůli svému rozsahu nalézaly v samostatných budovách, knihovna slavného bibliofila Mao Kchuna měla dvanáct místností. Evropané byli těmito obrovskými knihovnami ohromeni.
Objevily se soukromé noviny. Zpočátku většinu materiálu přejímaly z úředního věstníku, později však začaly přinášet vlastní zprávy. V 90. letech 16. století si již bývalý ministr Jü Šen-sing stěžoval, že vydavatelé novin zveličují neúspěchy v bojích na severní hranici, čímž vyvolávají paniku u obyvatelstva, a obecně v touze po prodejnosti a zisku šíří senzační zprávy namísto těch „skutečně důležitých“.

### Úřednické zkoušky
Jen podpora někoho z úřednického stavu mohla rodu obchodníků zaručit uchování bohatství. Obchodníci se proto snažili své syny směřovat ke studiu a získání úřední hodnosti. Avšak v prvních dvou staletích existence mingského státu byli k úřednickým zkouškám oficiálně připouštěni pouze kandidáti z rodin úředníků, rolníků (resp. statkářů), řemeslníků a vojáků, nikoliv obchodníků. Až v éře Wan-li bylo obchodníkům povoleno účastnit se zkoušek; ale jejich nejvyšší stupeň, palácové zkoušky, složil a hodnost ťin-š’ získal pouze jediný kandidát registrovaný jako obchodník – a sice jistý Čeng Mao-chua roku 1607.  Nicméně obchodníci přesto u zkoušek uspívali, registrovali se totiž na jména jiných osob, případně se zapisovali ke zkouškám mimo své rodiště jako rolníci nebo vojáci. V pozdně mingském období tak kandidáti z obchodnických rodin tvořili naprostou většinu úspěšných studentů.
V prostředí studentů byl důležitým žánrem osmidílný esej, jehož dokonalé zvládnutí bylo podmínkou úspěchu u zkoušek. Osmidílný esej byl v éře Wan-li relativně novou literární formou, ve větším měřítku rozšířenou pouze jedno století, a ještě nezkostnatěl, naopak byl vnímán jako intelektuální výzva otevřená různosti podání a příležitost ukázat stylistickou obratnost. Umělečtí kritici jako Li Č’ a Jüan Chung-tao, proslulí experimentováním a literárními inovacemi, si tohoto žánru vysoce cenili. Znalosti nutné k mistrovství v psaní osmidílného eseje nebylo možno nabýt v osamění, trendy a styly preferované zkoušejícími se průběžně posunovaly a kandidáti z velkých měst měli v jejich sledování výhodu, to byl jeden z důvodů, proč bylo výhodné sdružovat se do literárních společností. Počínaje 70. léty začaly literární skupiny a společnosti publikovat úspěšné eseje s komentáři a kritikou. Od roku 1587 sbírky vzorových esejů zveřejňovaly i úřady.
Studium bylo nákladné, například Wang Š’-čen během svého studia utrácel 300 liangů (11,2 kg) stříbra ročně, a i ten nejchudší kandidát měl náklady minimálně třetinové; mnoho z nich se proto zadlužilo a po jmenování do úřadu museli uspokojit věřitele z řad bohatých obchodníků. Úřednické platy přitom nebyly velké, v 16. století roční plat okresního přednosty dosahoval výše pouze 87 liangů, většina úředníků proto žila z výnosů svého úřadu a za korupci bylo považováno pouze obohacování v míře zcela zjevně nepřiměřené.
Po roce 1583 vláda přebírala pevnější kontrolu nad průběhem provinčních zkoušek, když hlavní zkoušející a jejich zástupci začali být vybíráni ze členů akademie Chan-lin, zatímco dosud byly tyto funkce doménou učitelů řídících okresní a prefekturní státní školy, kteří vesměs složili pouze provinční zkoušky.

### Móda
V raném mingském období byl styl, materiály a barva oděvů stanoveny státem, ještě roku 1541 ministerstvo obřadů zakazovalo nevhodné styly oblékání, od 60. let 16. století však už na tyto zákazy nikdo nedbal a lidé se oblékali podle neustále se měnící módy. Módním centrem udávajícím trendy bylo Su-čou. Rozlišování vhodného a nevhodného se neomezovalo jen na oděv, týkalo se i předmětů denní potřeby a vybavení domácnosti, kdy arbitři vkusu a elegance odsuzovali pouhou prezentaci bohatství (například používání zlatého náčiní a nádobí) jako vulgární chování nevzdělaných zbohatlíků. Takových nebylo málo, příliv stříbra ze zahraničí totiž vedl ke zbohatnutí obchodníků, kteří pak předčili pozemkové vlastníky výší majetku i okázalostí jeho utrácení. „Noví boháči“ usilovali o společenské uznání, tradiční elity se však bránily a snažily si udržet převahu; jedním z jejich prostředků byla instituce módy. V posledním desetiletí éry Wan-li obavy džentry z bohatství a vlivu „nových boháčů“ dosáhly vrcholu; na druhé straně, zvláště od 90. let 16. století, pisatelé právě z řad džentry produkovali příručky, poučující neznalé, jaké předměty a starožitnosti je záhodno vlastnit, a jak s nimi správně nakládat v souladu s kulturními normami džentry. Neméně se rozšířilo padělatelství starožitností a cenností.
Móda se týkala i sexuálních vztahů, objevily se vzdělané a kultivované kurtizány, jako Süe Su-su nebo Ma Šou-čen, překračující tradiční roli ženy omezenou na domácnost. Mezi elitou se rozšířila móda sexu s chlapci, okázale pohrdající konfuciánskými normami.

## Zahraniční vztahy a vojenství

### Obnova mingské vojenské moci ve třetí třetině 16. století

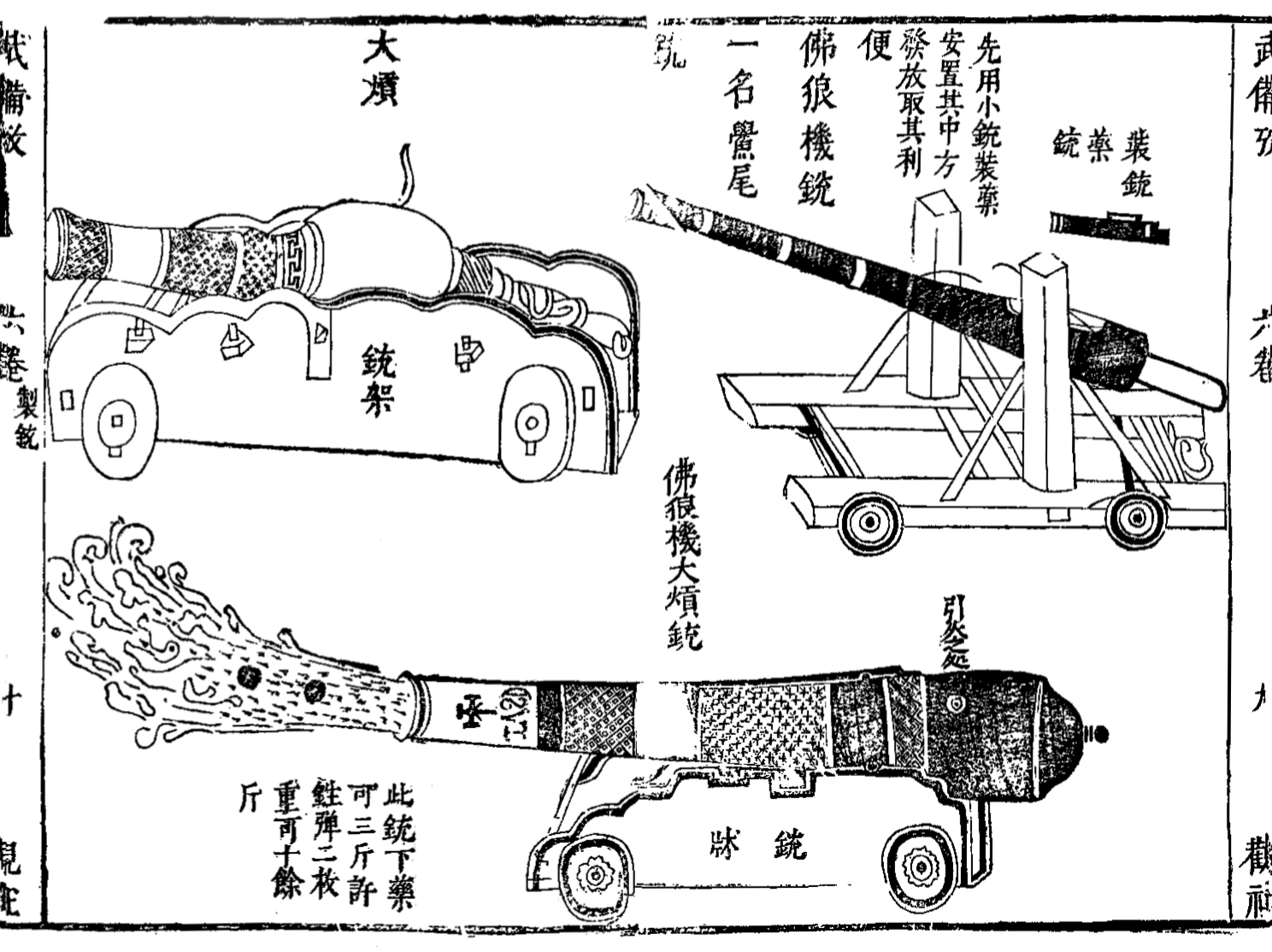
Mingské dělostřelectvo, ilustrace z vojenské příručky Ťing-kuo siung-lu-e ze 17. století

Největšími vojenským akcemi éry Wan-li byla takzvaná „tři velká tažení éry Wan-li“. První z nich bylo potlačení povstání v Ning-sia, druhé Imdžinská válka s Japonskem v Koreji, třetí potlačení povstání Jang Jing-lunga v Po-čou. Tři velká tažení probíhala současně a zahrnovala mobilizaci desítek a stovek tisíc vojáků, jejich přesuny a zásobování na velké vzdálenosti. Mingský úspěch v nich byl výsledkem širšího vzestupu vojenské síly Číny od 70. let 16. století do první dekády století sedmnáctého. V tomto období byla mingská říše vojensky agresivní až expanzionistická podél všech hranic, včetně nájezdů do mongolských stepí a podpory kolonizace pohraničí Chany. Vedle tří tažení mingská vojska potlačila několik povstání uvnitř říše a úspěšnými boji rozšířila a zabezpečila hranice na jihozápadě v bojích s Barmánci a umožnila tak kolonizaci původně domorodých území na jihozápadě a také severozápadě. Agresivně se vměšovala do záležitostí Džürčenů na severovýchodě.
Wan-li po vzoru svého učitele Čang Ťü-čenga věnoval vojenství velkou pozornost. Vojenské záležitosti byly jednou z mála oblastí, v níž se většina civilních úředníků cítila nejistá a kde proto císař mohl prosadit svou vůli. Opíral se o úspěšné generály ve snaze o obejití běžných těžkopádných byrokratických postupů. Generálové byli v císařových očích spolehlivější a důvěryhodnější než úředníci, také protože trávili většinu času v poli a neměli proto možnost organizovat sítě podpory v metropoli. Také však mohl přijímat generály jako reprezentanty jiného životního stylu, volnějšího a nevyumělkovaného. Výběru schopných generálů věnoval velkou péči a neváhal jim svěřit mimořádné pravomoci, aby mohli rozhodovat rychle, bez čekání na jeho souhlas, což přispívalo k úspěchům jejich tažení. Neváhal ze svých rezerv uvolnit značné sumy na zásobování a vystrojení vojsk, generálům svěřoval pravomoci a funkce dosud vyhrazené pro civilní úředníky, přes protesty vlády.

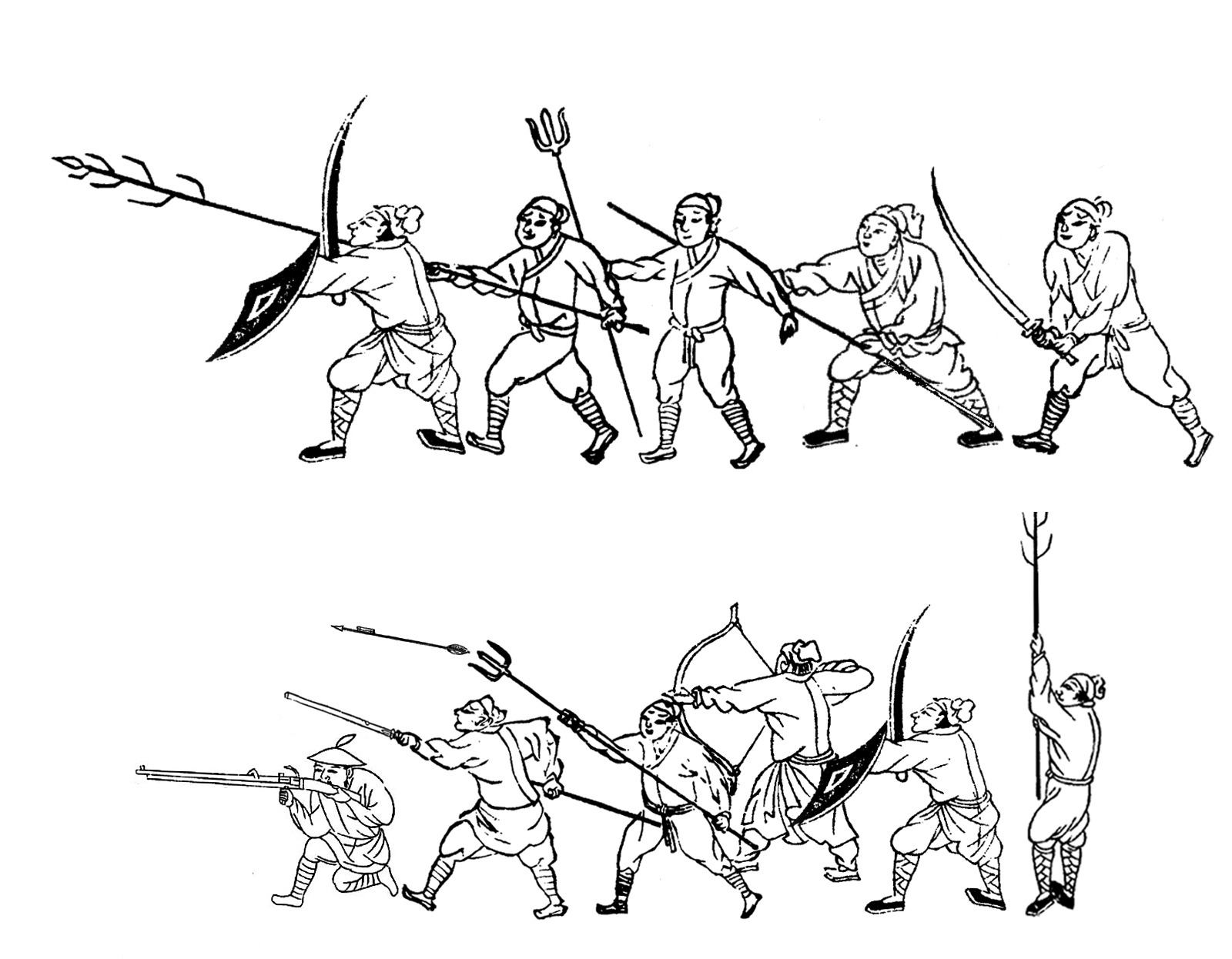
Sestava čety, ilustrace z vojenské příručky Ťi-siao sin-šu generála Čchi Ťi-kuanga

Na severní hranici se Wan-li snažil statickou obranu nahradit ofenzivnější taktikou. Jeho slovy
| „        | Neměli bychom pořád zkoušet kočovníky usmiřovat. Jsou ambiciózní a arogantní, není způsob jak uspokojit jejich apetit. Nejdůležitější je vybudovat naši vlastní sílu, aby hranice byla bezpečně střežena. | “ |
| — Wan-li | |   |

Obecně preferoval rozhodný až agresivní postoj vůči domácím rebelům a zejména zahraničním nepřátelům. Pod vedením schopných generálů byla mingská armáda nejsilnější od Jung-leho časů (vládl 1402–1424). Současníci odhadovali reálný počet mingských vojáků v 70. letech 16. století na 845 tisíc. Začátkem 17. století měla říše Ming ve zbrani už přes 4 miliony mužů. U Pekingu fungovala výcviková střediska, kde se cvičily i oddíly jdoucí do Koreje. Místo neefektivních a neschopných dědičných vojáků systému wej-suo se rozmáhalo najímání žoldnéřů, vycvičenějších, disciplinovanějších, levnějších a v bitvách bojeschopnějších. Využívány byly i oddíly najímané z bojovných menšinových národů, zvláště „vlčí oddíly“ (lang ping) z Kuang-si. Rozvoj vojenství podporovalo množství manuálů a příruček. Nejrozsáhlejší dochované práce o vojenství jsou Čchou-chaj tchu-pien („Zpravodaj pobřežní obrany“) Čeng Žuo-cchenga z roku 1562, Šen-čchi pchu („Pojednání o střelných zbraních“), Čao Š’-čena z roku 1598 a Wu-pej č’ („Encyklopedie vojenské připravenosti“) Mao Jüan-iho z roku 1601. Generál Čchi Ťi-kuang ve svých manuálech Ťi-siao sin-šu a Liang-ping š’-ťi detailně popsal taktiku užívající malé skupiny vojáků, zabýval se psychologickou válkou, rozebíral složení, úkoly a výcvik jednotek, užití zbraní a postupů v závislosti na terénu a zkušenosti vojáků. Za klíčový považoval morální stav a výcvik vojáků.
Do konce své vlády císař sledoval vojenské hrozby na hranicích a ještě roku 1619, nedlouho před svou smrtí, vydělil prostředky pro expedici proti Džürčenům v Liao-tungu. Poté, co tažení skončilo katastrofální porážkou mingské armády, chránil přeživší generály (včetně Li Žu-poa) před snahami vlády o jejich popravu.

### Povstání vNing-sia
V březnu 1592 v Ning-sia, důležitém pevnostním městě na severozápadní hranici, povstali vojáci tamní posádky vedení čínským důstojníkem Li Tung-jangem. Ke vzpouře se přidal Pübei, Mongol a zástupce regionálního velitele, který disponoval třemi tisíci jezdců osobní gardy, kvůli jeho původu mu byla rebelie připsána. Povstalci ovládli Ning-sia a téměř padesát okolních pevností. Požadovali uznání od vlády pod hrozbou spojení s ordoskými Mongoly. Ning-sia měla 300 tisíc obyvatel a posádku 30 (nebo 20) tisíc vojáků. Hradby města byly šest metrů silné a devět vysoké, povstalci zkušení vojáci.
Císař se o povstání dozvěděl 19. dubna. Neprodleně povolal ministra vojenství Š’ Singa a podle ministrova návrhu přikázal zmobilizovat 7000 válečníků z Süan-te a Šan-si. Likvidací vzpoury byl pověřen Wej Süe-ccheng, úředník s vojenskými zkušenostmi a vrchní velitel tří pohraničních oblastí (Süan-fu, Šan-si a Ta-tchung). K ruce mu císař poskytl řadů důstojníků a úředníků, nejvýznamnější byl generál Ma Kuej. Wej Süe-ccheng zabezpečil jižní břeh Chuang-che, obsadil klíčové pevnosti a během několika týdnů znovudobyl pohraniční pevnosti v okolí, takže rebelům zůstalo pouze město Ning-sia. Poté však prohlásil, že nemá dostatek mužů a vybavení a zaujal pasivní postoj. Přes poskytnuté posily trval na jednáních s povstalci, odůvodňuje je obavami o životy civilistů v Ning-sia. Císař probral situaci se sekretáři úřadů dohledu nad ministerstvy a poté i inspektory kontrolního úřadu a ministry a zaujal rozhodný postoj, s tím že je nutno rebelii potlačit co nejrychleji. V dalších šesti týdnech mingská vojska obléhala Ning-sia, občas znepokojována Mongoly. Ve čtvrtém měsíci roku Mingové zaútočili na město a zlikvidovali cca 3000 obránců, nicméně průnik do města severní branou se nezdařil a přinesl jim velké ztráty.
Ve snaze o energičtější vedení obléhacích operací císař jmenoval vojenským superintendantem pověřeným likvidací vzpoury generála Li Žu-sunga. Jmenování šokovalo úřednictvo v metropoli, protože tato funkce (a celkové velení) byla určena pro civilní úředníky a nikoliv profesionální důstojníky. V červenci dorazily k Ning-sia mingské posily a pokračovaly srážky obléhatelů s rebely. Koncem července přijel i Li Žu-sung a začátkem srpna zahájil útoky na město, denní i noční. Rebelové je odráželi jen s potížemi. Mezitím Japonci úspěšně obsazovali Koreu a císař proto naléhal na rychlé vyřešení situace. Koncem srpna byl Wej Süe-ccheng kvůli své váhavosti zatčen a odvezen do Pekingu a císař schválil plán Š’ Singa na vybudování valů okolo města a napuštění jejich vnitřku (včetně města) vodou.
Ning-sia k 23. srpnu obkroužila přehrada dlouhá téměř 5,3 km. Rebelům se podařilo získat spojenectví mongolského náčelníka Bušugtua, Li Žu-sung však proti němu vyslal Ma Kueje a generála Tung I-jüana s částí armády a nechal obsadit průsmyky východně od města. Ma a Tung pak Mongoly odrazili. Dne 6. září bylo ve městě už téměř tři metry vody, výpady rebelů selhávaly a obleženým se kriticky nedostávalo potravin. Obyvatelé města i Ma Kuej žádali povstalce o kapitulaci, ve jménu záchrany lidských životů. Neúspěšné výpady povstalců se střídaly s útoky minských vojsk. Koncem září bylo severně od města zablokováno osmnáctitisícové mongolské vojsko. Li Žu-sung a Ma Kuej vedli protiútok a Mongoly zahnali. Voda rozrušila hradby a po polovině října bylo město dobyto, Pübei se zabil, několik dalších vůdců rebelů bylo zajato a popraveno. Velkou část vojsk od Ning-sia v čele s Li Žu-sungem císař poslal do Koreje.

### Korea a Japonsko: Imdžinská válka

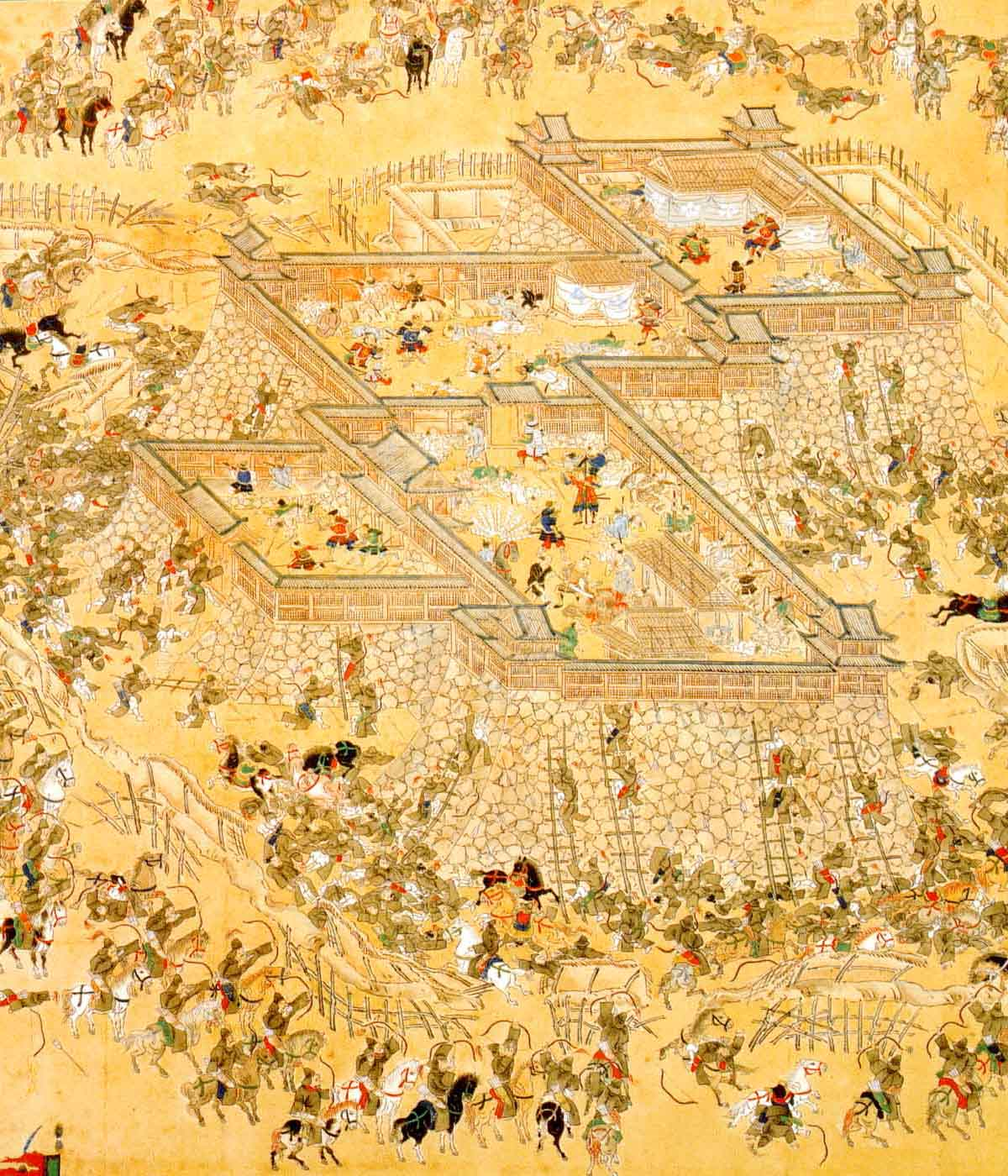
Korejsko-čínské vojsko obléhá Japonce v jejich pevnosti Ulsanu

Do začátku 90. let 16. století japonský vojevůdce Hidejoši Tojotomi sjednotil Japonsko pod svou vládou. Vláda nad vlastí ale nestačila jeho ambicím. Ve výzvách rozeslaných panovníkům okolních zemí ohlásil záměr ovládnout východní Asii a vládnout jí z východočínského přístavu Ning-po. Nejdříve se rozhodl dobýt Koreu a pak i mingskou Čínu. Číňané japonský pokus o odebrání jim hegemonie nad východní Asií nepodcenili a rázně mu zabránili.
Japonská vojska se vylodila v Koreji v květnu 1592. Špatně připravená korejská armáda nekladla větší odpor a Japonci rychle postupovali, už po dvaceti dnech obsadili Soul a pokračovali dále na sever. Korejský král uprchl na sever na korejsko-mingskou hranici na řece Jalu. Korejci požádali o pomoc mingskou Čínu, Wan-li zaujal rozhodně protijaponský postoj a vyslal nevelký (třítisícový) průzkumný sbor, který byl však v srpnu 1592 Japonci zaskočen a zničen v Pchjongjangu. Šokovaný pekingský dvůr začal organizovat pobřežní obranu, vyslal do Liao-tungu, mingského regionu hraničícího s Koreou, náměstka ministra vojenství Sung Jing-čchanga, pověřil ho celkovým vedením korejského tažení, a shromáždil v Liao-tungu početnou armádu. Zatím japonská okupace Koreje vyvolala vlnu lidového odporu, která přerostla v partyzánskou válku. V organizaci odporu měly důležitou roli vítězství korejského námořnictva vedeného admirálem I Sun-sinem v létě a na podzim 1592. Po porážce povstání v Ning-sia část tamních vojsk a řada generálů v čele s Li Žu-sungem posílila vojska shromažďovaná v Liao-tungu. Vzchopila se i korejská pozemní armáda a počátkem roku 1593 mingská vojska pod vedením Li Žu-sunga vytáhla do boje. Čínsko-korejská vojska do května 1593 zatlačila nepřítele do okolí Pusanu na jihovýchodě Koreje, načež Japonci souhlasili s jednáním o příměří. Předběžná jednání se táhla několik let, nakonec však v říjnu 1596 ztroskotala a Hidejoši rozhodl o opětovném útoku na Koreu. Ale ani další invaze roku 1597 nebyla úspěšná, Japonci se v srpnu 1597 sice přiblížili k Soulu na 80 km, ale po příchodu mingských oddílů byli zatlačeni zpět na jihovýchod. Rozhodující vliv na výsledek války měly námořní operace, Korejci zprvu utrpěli neúspěchy pod nekompetentním admirálem, ale po propuštění I Sun-sina z vězení a jeho postavení do čela loďstva, získali převahu na moři, čímž zahnali Japonce do obrany mezi Ulsanem a Sunčchonem. V květnu 1598 připlula i mingská flotila a posílila korejské loďstvo. Zatím se na zemi se rozvinula zdlouhavá obléhání a krvavé boje. Na jaře 1598 se část japonských vojsk z Koreje stáhla, zbytek se úspěšně bránil mingsko-korejským útokům a po Hidejošiho úmrtí v září 1598 se do konce roku z Koreje evakuoval.
Imdžinská válka byla největším vojenským konfliktem světa za celé 16. století: Japonsko zmobilizovalo přes 150 tisíc vojáků pro první invazi a přes 140 tisíc pro druhou. Mingové poslali roku 1592 přes 40 tisíc vojáků a více než dvakrát tolik roku 1597. Podle odhadu čínského historika Li Kuang-tchaoa v Koreji sloužilo celkem 166 700 mingských vojáků a bylo posláno za 17 milionů liangů stříbra a zásob (zhruba půlroční příjem mingského státu). Počty korejských vojáků je těžko odhadnout, ale byly jich desítky tisíc. Ztráty Koreje byly obrovské, Japonci místo obvyklých hlav předkládali Hidejošimu jako důkaz svých vítězství nosy nepřátel. Moderní historikové jejich počet dovezený do Japonska odhadují na 100 až 200 tisíc.

### Povstání Jang Jing-lunga

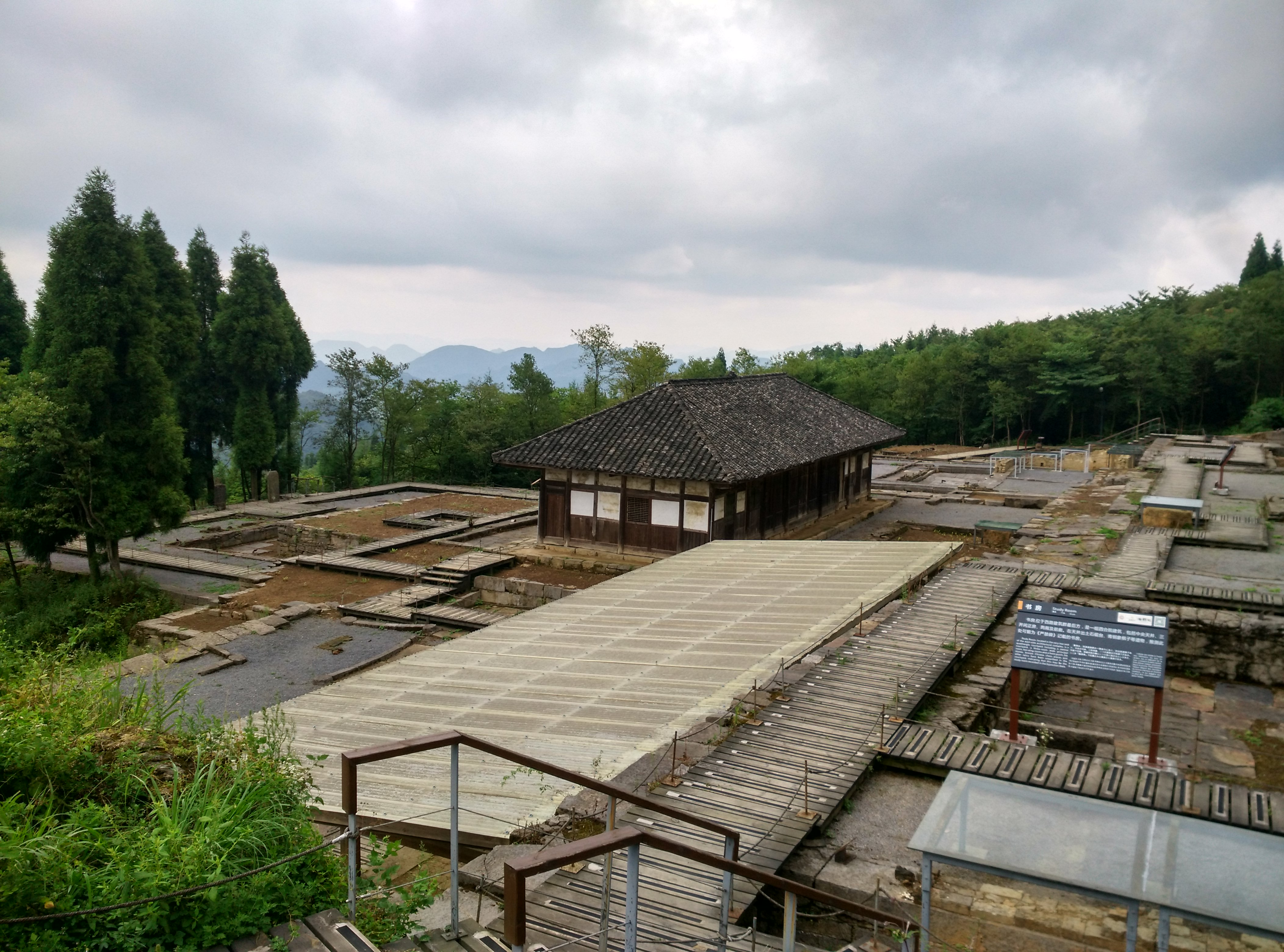
Zbytky paláce v Chaj-lung-tchunu. V roce 2015 je UNESCO zařadilo do Seznamu světového dědictví jako „symbol historických čínských administrativních postupů spojujících sjednocování země s respektem ke zvykům a způsobu života menšin“.

Rod Jang, potomci tchangského generála z 9. století, ovládal horskou oblast na pomezí Chu-kuangu, Kuej-čou a S’-čchuanu o rozloze přes 300 km ve východozápadním směru a o něco méně v severojižním. Centrum regionu leželo v Po-čou. Rod ovládal zmíněné území po mnoho staletí a přestože byl původem čínský, časem se asimiloval a ztotožnil s místními miaoskými kmeny.
Jang Jing-lung zdědil postavení po otci v éře Lung-čching. Vyznamenal se na mingské straně v bojích s jinými domorodci a Tibeťany. Také obdržel uznání mingského dvora za kvalitu dodaného dřeva. Byl však velmi ambiciózní a mingské oddíly považoval za slabé. Problémy místních mingských úřadů s Jang Jing-lungem trvaly od roku 1587. Zapojil se do sporů místních kmenů Miao s čínskými kolonisty útoky proti prvním. Vláda v Pekingu zprvu žádosti místních úřadů o zásah odmítala s tím, že jsou důležitější problémy k řešení, a Jang Jing-lung jen hledá příležitost, jak se vyznamenat. Roku 1590 však začaly otevřené a zdlouhavé boje mezi Jang Jing-lungovými válečníky a mingskými silami. Nakonec se Jang Jing-lung podřídil mingským úřadům, ale byl – neočekávaně – odsouzen k popravě. Za propuštění nabídl velkou platbu a pět tisíc vojáků pro korejskou válku. Po propuštění se však skryl v horách a plenil řadu prefektur a okresů. Roku 1595 byl opět chycen a opět unikl trestu nabídkou dohody. Jeho syn Jang Čchao-tung dostal dědičný post a další syn byl poslán do Čchung-čchingu jako rukojmí. Císař považoval věc za vyřešenou a odměnil velitele. Avšak do roka stál Jang Jing-lung opět v čele nájezdů na provincie Chu-kuang, S’-čchuan a Kuej-čou a dokonce se prohlásil císařem. V dalších třech letech jeho sto tisíc miaoských vojáků šířilo strach v širokém okolí.
Wan-li, soustředěný na válku v Koreji, řešení problémů na relativně okrajovém jihozápadě říše odsouval až do začátku roku 1599. Tehdy jmenoval zasloužilého úředníka Kuo C’-čanga (1543–1618) pacifikačním komisařem S’-čchuanu, bývalý vedoucí kontrolního úřadu Li Chua-lung byl povýšen na náměstka ministra vojenství a pověřen vojenskými záležitostmi S’-čchuanu, Chu-kuangu a Kuej-čou. Do S’-čchuanu bylo posláno vícero generálů z Koreje, včetně Li Žu-meje a na jihozápadě známého a obávaného Liou Tchinga. Boje s rebely trvaly zbytek roku, přičemž ti útočili i na velká města – Čchung-čching a Čcheng-tu. Na přelomu let 1599/1600 probíhaly menší srážky mezi stále posilovanými mingskými oddíly a rebely. Nakonec měla mingská armáda 240 tisíc vojáků z celé říše. Jang Jing-lung se proti převaze mingských vojsk, mnohem lépe vyzbrojených děly a puškami, snažil zmobilizovat domorodé válečníky, kterých koncem roku 1599 shromáždil snad až 150 tisíc. Nicméně i mingské armády se z velké části skládaly z místních domorodců. Po všestranných přípravách Li Chua-lung naplánoval útok na povstalce z osmi směrů, v každém s armádou o 30 tisících mužích. Útok zahájil koncem března 1600. Mingské oddíly systematicky zatlačovaly nepřítele a začátkem června obklíčily Jang Jing-lunga v horské pevnosti Chaj-lung-tchun. Pevnost padla v závěrečném útoku v polovině července, přičemž Jang Jing-lung zahynul. Podle Li Chua-lungovy závěrečné zprávy bylo v bojích zabito přes 22 tisíc rebelů.
Jang Jing-lungova država byla poté začleněna do standardního čínského správního systému. V následujícím desetiletí na jihozápadě mingské vojenské akce pokračovaly celkem úspěšně, když zlikvidovaly několik menších revolt. Ve snaze znemožnit opakování takto rozsáhlé vzpoury mingské úřady zorganizovaly systematické počínštění regionu.

### Ostatní povstání a pohraniční války
Za vlády Wan-liho proběhlo více domácích povstání a vzpour; nejvýznamnější byla povstání organizované sektou Bílého lotosu v Šan-tungu roku 1587 a roku 1616.
Po uzavření mírové dohody s mongolským Altan-chánem roku 1571 a obnovení čínsko-mongolského obchodu byly všeobecně vztahy mingského státu s jeho severními sousedy klidné a Mongolové nebyli vážnou hrozbou, i když ozbrojené srážky občas probíhaly. Někdy i za účasti desetitisíců mužů. Mingská vojska prováděla i nájezdy do Mongolska a Mandžuska, při nichž vypalovala osady, zabíjela vzdorující vůdce a zajímala dobytek. Například roku 1591 generál Li Čcheng-liang při nájezdu zničil mongolský tábor, zabil 280 Mongolů a přes tisíc jich rozprášil. Takovéto akce byly už Čang Ťü-čengovou ideou.
Po roce 1571 se uklidnily vztahy s Mongoly žijícími severně a severozápadně od Pekingu, nicméně Mongolové v Ordosu zůstali nepokojní a podnikali nájezdy do Kan-su. Mingské armády s nimi bojovaly celkem úspěšně, přičemž používaly tibetské a ujgurské pomocné oddíly. Podobně Mongolové na severovýchodě útočili na mingský Liao-tung. Do bitvy byli schopni přivést až 30–50 tisíc jezdců a roku 1598 dokonce v boji s nimi padl mingský velitel regionu, generál Li Žu-sung.
Občasné boje probíhaly i na jihozápadní hranici, kde hranice narušovali Barmánci. V letech 1582–1583 a znovu roku 1584 je mingská armáda vedená generálem Liou Tchingem odrazila a pronikla hluboko do Barmy. Barmánci znovu zaútočili v Jün-nanu v posledním desetiletí 16. století, roku 1594 zorganizoval guvernér Jü-nanu společně se Siamem protiútok a roku 1600 spojené mingsko-siamské síly vypálily barmské hlavní město Pegu. Roku 1607 podnikli nájezd do jünnanského a kuangsiského pohraničí i Vietnamci.

### Vietnam
Ve Vietnamu od 20. let 16. století trvala občanská válka mezi dynastií Mac, od roku 1527 ovládající sever země, a stoupenci předešlé dynastie Lê na jihu. Roku 1592 armáda Lê Thế Tônga podnikla invazi na sever a dobyla Hanoj a většinu země. Stoupenci Mạců se stáhli k vietnamsko-mingské hranici do provincie Cao Bằng a okolí. Vláda Lê Thế Tônga, v jejíž čele stál Trịnh Tùng, který měl větší moc než panovník, navázala styky s mingskými regionálními úřady a snažila se je přimět k uznání dynastie Lê namísto Mạců. Mạc Đăng Dung byl totiž roku 1540 uznán mingským císařem (Ťia-ťingem) za vládce Vietnamu, ale status země byl přitom ponížen z království na pouhé místní velitelství (都統使司, tu-tchung š’-s’), které spravoval jako pacifikační komisař či velitel (都統使司, tu-tchung š’-kuan, příslušela mu nižší druhá hodnost). Roku 1597 se po ročním jednání Lê Thế Tông dostavil na hranici v doprovodu tisíce vojáků a služebníků, a na mingském území se setkal s delegací mingských regionálních představitelů. Konference proběhla v přátelském duchu, Lê Thế Tông vyslovil svůj zájem o status Vietnamu jako tributárního království, nicméně mingští zástupci se k ničemu nezavázali. Téhož roku Lê Thế Tông poslal do Pekingu náměstka ministra prací Phùng Khắc Khoana jako vyslance. Phùng Khắc Khoan udělal v Pekingu dobrý dojem svým klasickým vzděláním, nicméně dosáhnout uznání Lê Thế Tônga za krále Vietnamu se mu nepodařilo. Wan-li to odůvodnil tím, že občanská válka ještě není zcela u konce a není jasné, zda dynastie Lê má skutečnou podporu. Lê Thế Tông tak obdržel pouze pečeť pacifikačního komisaře.

### Španělé, Portugalci, Japonci

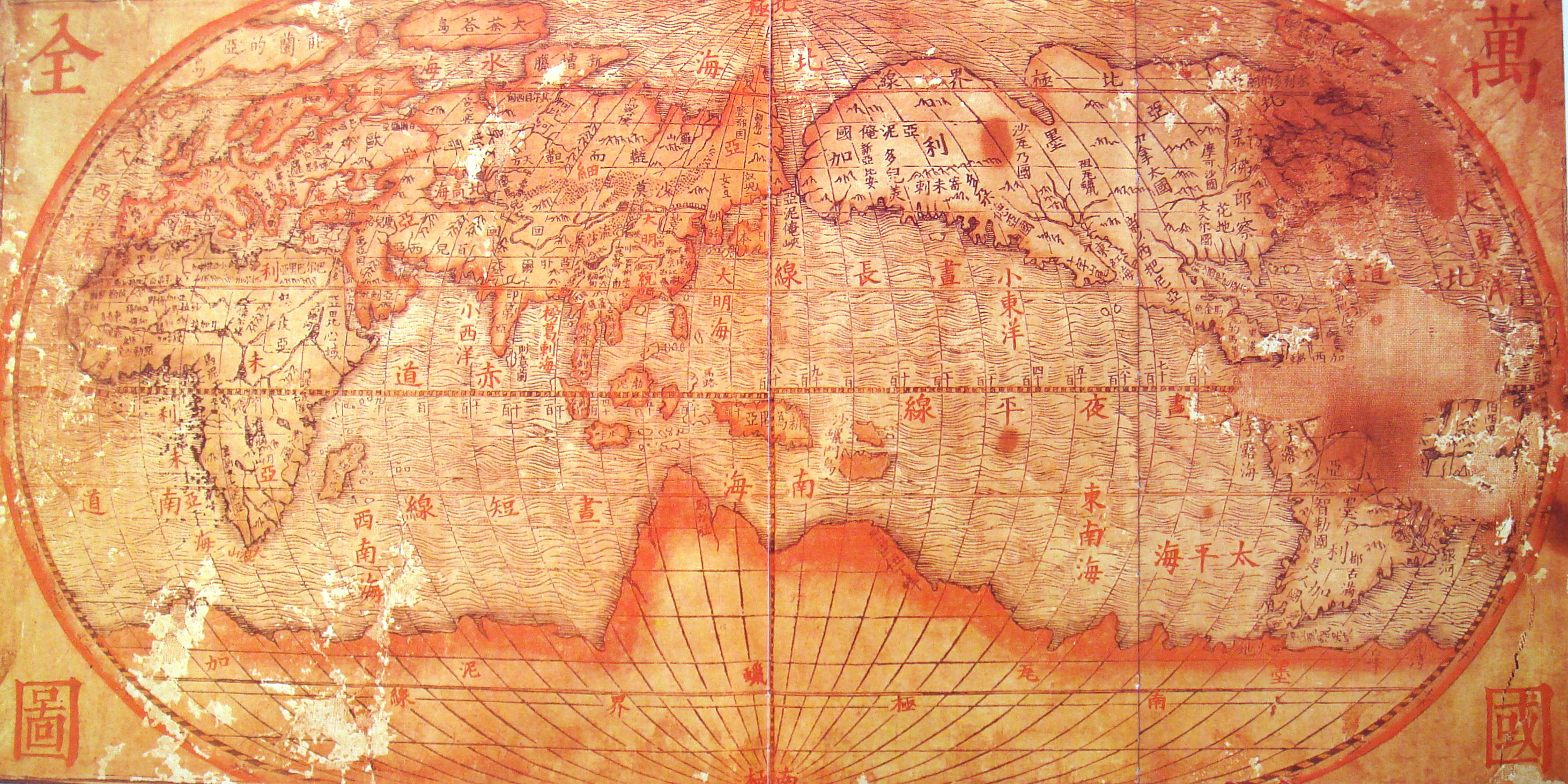
Wan-kuo čchüan-tchu („Úplná mapa nesčíslně zemí“) sestavená roku 1620 jezuitou Giulio Alenim pro čínské čtenáře

Začátkem 70. let se Španělé usadili na Filipínách s centrem v Manile. Obchod se Španěly byl pro Číňany vysoce ziskový, například hedvábí v Manile Španělé kupovali za dvojnásobek jeho ceny v Číně. Za čínské zboží Španělé platili americkým stříbrem, kterého do Číny přes Pacifik dováželi značné množství, podle různých odhadů 50 až 350 tun ročně. Obchod mezi španělskými Filipínami a Čínou bouřlivě narostl a Manile rychle vznikla rozsáhlá čínská čtvrť, počet Číňanů v ní usazených vzrostl ze čtyřiceti začátkem 70. let na 10 tisíc roku 1588 a 30 tisíc roku 1603. Španělské úřady na ně pohlížely s obavami. Vzájemná nedůvěra vyústila v ozbrojené srážky a roku 1603 v pogrom, ve kterém zahynulo 20 (podle čínských) nebo 15 (podle španělských zpráv) tisíc Číňanů.
Další americké stříbro se do Číny dostalo prostřednictvím rozsáhlého portugalského obchodu, přičemž už ve 40. letech 16. století lisabonské elity „byly oblečeny v čínském hedvábí, pily čínský čaj a v Číně si objednávaly porcelán s evropskými motivy“. Portugalci se – se souhlasem místních úřadů – již v 50. letech 16. století usadili v Macau; roku 1578 získali povolení dojíždět pro zboží do Kantonu a od té doby obchodovali tam. Koncem 16. století přes Macao procházelo z Portugalska 6 až 30 tun stříbra ročně. Obratu portugalského obchodu na přelomu 16. a 17. dosahoval i obchod Nizozemců, takže k roku 1614 amsterodamští měšťané běžně používali modrobílý mingský porcelán.
Vzhledem k jeho nedostatku stříbra v Číně mělo v ní větší hodnotu než v jiných zemích, což si evropští obchodníci dobře uvědomovali. Z toho plynoucí relativní láce čínského zboží jej dělala přitažlivým pro zbytek světa, takže např. v latinskoamerickém Peru i Mexiku čínské hedvábí vytlačilo španělské látky. V Mexiku proto od 80. let 16. století upadla místní produkce hedvábí, jen nedlouho předtím tam zavedená Španěly. Naopak prosperoval textilní průmysl zaměstnávající tisíce tkalců a zpracovávající čínské hedvábí; jeho produkce se uplatnila i na evropských trzích. Ve 30. letech 17. století již ve městě Mexiku existovala početná čínská komunita, Číňané žili i v Acapulcu a dalších místech.
Po sjednocení Japonska, objevení nových stříbrných dolů a zdokonalení důlních technik razantně vzrostla těžba a vývoz stříbra z Japonska, namířený vesměs do mingské Číny. V letech 1560–1600 to činilo 33 až 49 tun ročně. Vzhledem k mingskému zákazu obchodu s Japonskem, zprostředkovávali dovoz japonského stříbra Portugalci. Od začátku 17. století japonský vývoz stříbra ještě vzrostl. Za stříbro se do Japonska dováželo hedvábí (ve 30. letech 17. století až 280 tun ročně) a další luxusní zboží. Hedvábí bylo v Japonsku tolik a tak levné, že se do něj začali oblékat dokonce i někteří rolníci.
Kromě obchodníků přišli do Číny z Evropy i misionáři. Úspěchů v šíření křesťanské víry dosáhli zejména jezuité, kteří přijali strategii počínštění misionářů. Michele Ruggieri a Matteo Ricci a další si získali důvěru čínských hodnostářů a některé přesvědčili k přijetí křesťanství, V pekingských vyšších kruzích byli jezuité ceněni zvláště pro své znalosti matematiky a astronomie. Riccimu se nepodařilo získat přijetí u císaře, byl pouze vyzván k účasti na formální audienci pořádané ministerstvem obřadů před prázdným trůnem. Ovšem kyvadlové hodiny darované Wan-limu jezuity si získaly jeho obdiv; úředníci z ministerstva obřadů odmítli požádat císaře o svolení k setrvání jezuitů v Pekingu a bez ministerské žádosti císař nemohl povolení vydat, nicméně eunuchové starající se o hodiny měli zájem na přítomnosti Ricciho a jeho druhů, kvůli údržbě hodin, a zajistili jezuitům neoficiální povolení k pobytu v Pekingu, plat z císařských prostředků a právo na pravidelné návštěvy Zakázaného města (k údržbě hodin), což vše Riccimu a jeho společníkům znatelně posílilo prestiž. Kromě hodin se Wan-li zajímal také o život evropských panovníků, jejich paláce, oděvy, pohřební obřady.

### Rusko
Na podzim 1618 se v Pekingu objevili první ruští vyslanci. Byla to skupina sibiřských kozáků v jejímž čele stál Ivan Petlin, které do Číny vypravil tobolský vojevoda Ivan Kurakin na příkaz cara Michaila Fjodoroviče. Skupina vyrazila z Tomska v květnu 1618, překročila hory na rusko-mongolském pomezí, projela přes Mongolsko a Gobi a počátkem září dorazila do Pekingu. Kozáci neměli žádné dary ani pověřovací listiny, nebyli proto mingskými úředníky připuštěni k císaři; na ministerstvu obřadů se jim i tak dostalo blahovolného přijetí a obdrželi Wan-liho dopis pro ruského panovníka, v němž souhlasil s dalšími ruskými misemi a příchodem ruských obchodníků. Po několika dnech Rusové vyrazili na zpáteční cestu; v květnu 1619 doputovali zpět do Tomska a do konce roku do Moskvy. Vzhledem k soustředění se Ruska na evropský region k dalším oficiálním kontaktům s Čínou do konce mingské éry nedošlo.

### Vzestup Džürčenů

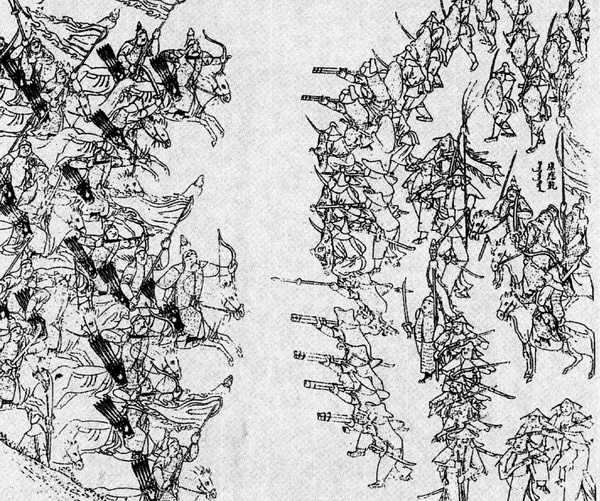
Bitva u Sarhu. Ilustrace z Nurhačiho životopisu, 1635

Od roku 1583 začal Nurhači, náčelník jednoho z mnoha džürčenských kmenů jižního Mandžuska, budovat vlastní stát. Sjednocoval Džürčeny, zpočátku s blahovolnou podporou mingské strany (zejména generála Li Čcheng-lianga); od roku 1587 někteří mingští představitelé soudili, že nepřiměřeně zesílil a žádali jeho zničení, záležitost však uvázla v diskuzích uvnitř mingské administrativy. Nurhači sám uznával podřízený vztah k říši Ming a roku 1590 a znova roku 1597 osobně přijel s tributem do Pekingu. Začátkem 90. let již nabyl velké síly, tehdejšími pozorovateli odhadované na 30–40 tisíc jezdců a o 10 tisíc více pěšáků. Jeho nabídka vést své vojsko do Koreje proti Japoncům byla mingskými úřady s díky odmítnuta. V rámci budování státu roku 1599 zavedl nové, mandžuské písmo, a roku 1601 novou organizaci podle korouhví. Roku 1603 dohodl s mingskými generály v Liao-tungu vymezení hranic.
Do roku 1618 Nurhači ovládl všechny džürčenské kmeny kromě Jehe a Hajsi, které byly pod mingskou ochranou a tedy útok na ně by vyvolal válku s Čínou. Nurhači takovou válku vyprovokoval nájezdem na Fu-šun v květnu 1618. Odvetná výprava vyrazila do útoku po rozsáhlých a nákladných přípravách začátkem dubna 1619. Celkovým velením byl pověřen Jang Chao, který v Liao-tungu již dříve sloužil a v letech 1597–1598 řídil mingské síly v Koreji. Vojsko bylo rozděleno do čtyř sborů v jejichž čele stáli (od severu k jihu) zkušení generálové Ma Lin, Tu Sung, Li Žu-po a Liou Tching. Mingská vojska měla asi 100 tisíc mužů, v tom 83 tisíc Číňanů, zbytek zahrnoval korejské a džürčenské spojence. Nurhači disponoval 50–60 tisíci vojáků, v kontrastu k Číňanům je však nerozdělil, využil znalosti terénu, počasí a mobility a se svou armádou rozdrtil jednotlivé mingské sbory jeden po druhém. Nejdřív Tu Sungův 14. dubna, následující den Ma Linův. Jang Chao reagoval příkazem k ústupu, Li Žu-po se stáhl, ale k Liou Tchingovi se rozkaz nedostal a jeho sbor 20. dubna podlehl džürčenskému útoku. Generálové Tu Sung a Liou Tching v bitvě padli. Po vítězství nad Mingy Nurhači připojil zbývající Džürčeny a obsadil Kchaj-jüan (přičemž zahynul generál Ma Lin) a Tchie-ling na severu Liao-tungu. Li Žu-po, obviněný ze zbabělosti, pod tíhou kritiky spáchal sebevraždu, Jang Chao byl uvězněn a roku 1629 popraven.

## Úmrtí; nástupci a jejich vláda
V posledních měsících života se Wan-liho zdravotní obtíže zhoršovaly, roku 1620 trpěl závratěmi a byl upoután na lůžko, až nakonec 18. srpna 1620 zemřel. Edikt vydaný den po jeho smrti nařizoval poslat milion liangů stříbra z císařovy pokladny pohraničním vojskům (a o dva dny později byl k upevnění obrany Liao-tungu poslán z císařova pokladu druhý milion), zrušení důlních a obchodních poplatků a odvolání je vybírajících eunuchů. Dne 28. srpna na trůn nastoupil Wan-liho nejstarší syn Tchaj-čchang.
Tchaj-čchang se opřel o představitele a sympatizanty hnutí Tung-lin, záhy jmenované do vysokých funkcí; brzy však onemocněl a už 26. září 1620 zemřel. Novým císařem se stal jeho nejstarší syn, patnáctiletý Tchien-čchi. Tchien-čchiho bavila práce se dřevem, výroba nábytku a dřevěných modelů paláce, nikoliv však úřední povinnosti. Ve vládě se zatím svářily úřednické a eunušské skupiny, zprvu měli převahu tunglinští, od roku 1624 dvoru dominoval eunuch Wej Čung-sien. Roku 1627 po smrti Tchien-čchiho na trůn nastoupil jeho mladší bratr Čchung-čen, který odstranil kliku Wej Čung-siena, ale kvůli podezřívavosti a nedostatku cílevědomosti nedokázal omezit frakcionářství úředníků a sestavit schopnou administrativu.
Zatímco se vláda utápěla ve vnitřních sporech, poměry na venkově se ve 20. letech zhoršovaly a od roku 1628 pustošila severní Čínu válka mezi vzbouřenými rolníky (povstání Li C’-čchenga) a vládní armádou. Ve 30. letech 17. století hladoví lidé prchali do měst, zatímco na venkově zpustly celé okresy, džentry šokovala hloubka odporu chudých k bohatým a státní správa se rozkládala. Nakonec roku 1644 Li C’-čchengova armáda dobyla Peking, a císař Čchung-čen spáchal sebevraždu. Generál Wu San-kuej, velící mingské pohraniční armádě severně od Pekingu, nenašel jinou možnost porážky povstalců, než podřízení se říši Čching (jak se v polovině 30. let přejmenoval džürčenský stát založený Nurhačim). Čchingská armáda s podporou statkářů a džentry rychle porazila povstalce a zabrala severní Čínu. V následujících letech si podřídila i jih země a roku 1662 Wu San-kuej v čele čchingského vojska zadržel a v Jün-nanu popravil posledního mingského císaře Ču Jou-langa.

## Hodnocení
Mezi množstvím dobových zápisků o Wan-lim a jeho vládě je unikátní kniha eunucha Liou Žuo-jüa (劉若愚, 1584 – asi 1642) Eunuchův deník (Čuo-čung č’, 酌中志) detailně popisující život v paláci.
Wan-li je v tradiční čínské historiografii pokládán za jednoho z viníků úpadku a pádu dynastie Ming. Čínští klasičtí historikové zdůrazňovali jeho lakotu, zneužívání moci eunuchy, frakcionářství ve vládě, jeho uzavřenost v Zakázaném městě, holdování vínu a sexu, budování nákladné hrobky, politické chyby… V Ming-š’ (oficiálních Mingských dějinách dokončených roku 1739) a následujících dílech je popisován jako líný, chamtivý a nedůtklivý panovník zajímající se jen o svůj harém a ignorující státní záležitosti. Nepřátelství konfuciánů vyrostlo z odlišných vizí státu a císařovy ochrany vojenských důstojníků proti žalobám civilních úředníků ovládajících tehdejší administrativu. I moderní čínské práce o Wan-lim se drží tradičního pojetí. Také západní historiografie pohled čínských konfuciánů vesměs přejímá a opakuje, jako Charles Hucker v Dictionary of Ming Biography (1976), ozývá se i u Raye Huanga v 1587, a Year of No Significance: The Ming Dynasty in Decline (1981) a kapitole o Wan-lim stejného autora v Cambridge History of China, Volume 7 (1988). Právě Ray Huang je především zodpovědný za obraz Wan-liho jako císaře izolovaného a frustrovaného, „uvězněného“ vlastní byrokracií, rozšířený v západním světě.
Neštěstím mingského politického systému bylo jeho založení na ideologických a morálních ctnostech. Při pokusu Čang Ťü-čenga o efektivní vládu založenou na osobních vztazích se jeho oponenti se soustředili na kritiku osobních aspektů jeho života, viděných jako nemorální a nelegitimní, přičemž praktické výsledky politiky je nechaly chladnými. Po Čang Ťü-čengově smrti se vláda rozdělila na skupiny hodnostářů v kontrolním úřadu a ministerstvech, kteří uvázli ve vzájemných přích a čistění úřadů od Čangových straníků, zatímco reformy zůstaly stranou, přičemž císařova nerozhodnost jen zhoršila situaci, když panovník nechtěl vládnout podle představ svých úředníků o správném panovníkovi, chtěl dělat nebo nedělat věci dle své vůle a nenáviděl, když na něj někdo tlačil, ale neměl povahu na to stát se efektivním despotou. Jeho neobratný postup v nástupnické otázce vyřadil sekretariát jako centrum restrukturalizace vlády – jak se o to pokusili Kao Kang a Čang Ťü-čeng – když jeho velcí sekretáři byli vládou podezříváni z podpory císaře, což jim bralo možnost zaujmout zprostředkující roli mezi panovníkem a vládou.
Wan-li, stejně jako Čang Tü-čeng, se snažil pozvednout vojenskou moc říše, držet na uzdě civilní byrokracii, omezit frakcionářství a spoléhal se více na důstojníky než na civilní úředníky. Zejména v prvních třech desetiletích vlády se živě věnoval vojenským záležitostem a nelitoval financí na armádu (včetně expedice z roku 1619) a i přes porážku 1619 se snažil chránit důstojníky (včetně Li Žu-poa) na které vláda útočila. V éře Wan-li mingské armády držely pod kontrolou hranici s Mongoly, zasahovaly do hraničních sporů v Barmě, podnikaly destabilizační nájezdy do Mongolska a Mandžuska, potlačily velké povstání osádky v Ning-sia, účastnily se války v Koreji, dalších 200 tisíc vojáků potlačovalo povstání v S’-čchuanu a likvidovalo menší rebelie. Po bitvě u Sarhu se však mingská vláda utápěla ve frakčních sporech a hledání obětních beránků. Později čínští konfuciánští literáti zdůrazňovali porážky počínaje Sarhu a snižovali předcházející vítězství spjatá s eunuchy, vojáky a císařem.

## Rodina
Wan-li měl 18 dětí od osmi žen, v tom osm synů, pět ze kterých se dožilo dospělosti, z dcer přežily dvě. Nejvýznamnějšími ženami jeho života byly jeho matka císařovna vdova Li a oblíbená konkubína paní Čeng; za nimi císařovna Wang a matka nejstaršího syna paní Wang.
Po úmrtí Lung-čchinga a nástupu mladého Wan-liho na trůn roku 1572 dostala Wan-liho matka titul císařovny vdovy a v souladu s tradicí během nezletilosti svého syna stanula v čele vlády, i když rozhodování držel ve svých rukou velký sekretář Čang Ťü-čeng, se nímž a vedoucím eunuchem Feng Paoem vytvořila vládnoucí alianci. Vliv si uchovala i po Čang Ťü-čengově smrti, ve spojenectví s velkými sekretáři Šen Š’-singem, Sü Kuoem a Wang Si-ťüeem. Byla zbožnou buddhistkou a dávala velké dary buddhistickým mnichům a klášterům. Podporovala nástupnictví Wan-liho nejstaršího syna, pozdějšího císaře Tchaj-čchanga, proti mladšímu Ču Čchang-sünovi, synovi Wan-liho oblíbenkyně paní Čeng. Když císař namítal, že jeho nejstarší syn je synem pouhé palácové služebnice, odpověděla, že i on, Wan-li, je synem pouhé služebné.
Roku 1577 císařovna vdova Čchen (vdova po Lung-čchingovi) a císařovna vdova Li (matka Wan-liho) zorganizovaly výběr manželky pro mladého panovníka. Vybraly dvanáctiletou Wang Si-ťie, kterou začátkem roku 1578 provdaly za Wan-liho, současně se stala císařovnou. Neměla syna, pouze jedinou dceru. Wan-li svou císařovnu neměl rád a zanedbával ji, věnoval se místo ní paní Čeng. Na veřejnosti se císařovna chovala důstojně a ctila císařovnu vdovu Li; podporovala Wan-liho nejstaršího syna, budoucího císaře Tchaj-čchanga, proti synovi paní Čeng. Uvnitř císařského paláce byla obávána pro svou přísnost a krutost. Zemřela v dubnu 1620, o několik měsíců dříve než Wan-li.
Paní Wang byla služebnou v domácnosti císařovny vdovy Li. Koncem roku 1581 císaře při jedné z jeho návštěv matky mladá služebná zaujala a záhy s panovníkem otěhotněla. Wan-li nechtěl s dítětem nic mít, ale matka ho přiměla k uznání otcovství s pomocí záznamů o jeho návštěvách. V srpnu 1582 se paní Wang narodil syn Ču Čchang-luo, císařův první. Roku 1584 Wan-limu porodila dceru Ču Süan-jüan. Wan-liho zájem o paní Wang rychle upadl s tím, jak si jeho trvalou oblibu a důvěru získala paní Čeng. Paní Wang žila v Zakázaném městě v ústraní, opomíjená císařem. Až roku 1606, po narození prvního Ču Čchang-luova syna (pozdějšího císaře Tchien-čchiho), obdržela titul „císařská urozená dáma“ (chuang-kuej-fej), jak bylo přiměřené pro matku následníka. Zemřela roku 1611.
Paní Čeng byla vybrána do císařova harému roku 1581, záhy po svém příchodu si získala jeho pozornost a lásku. Po porodu Ču Čchang-süna roku 1586 byla jmenována „císařskou urozenou dámou“, což byla pozice jen o stupeň nižší než císařovna. Celkem měla šest dětí. Přání její a císaře jmenovat Ču Čchang-süna následníkem namísto nejstaršího syna Ču Čchang-luoa způsobilo politickou krizi. Rozhodnou opozici ministrů a úředníků panovník nebyl schopen překonat, rozhodnutí proto odkládal téměř dvě desetiletí až do roku 1601, kdy Ču Čchang-luoa konečně jmenoval následníkem. Paní Čeng byla podezřívána že stojí za incidentem „muže s holí“ roku 1615, nicméně vše zůstalo pouze v rovině fám. Ču Čchang-luo onemocněl pouze několik dní po nástupu na trůn, a zemřel po měsíci vlády. Paní Čeng byla opět terčem pomluv, že stojí za jeho úmrtím, opět aniž by je kritici doložili něčím konkrétním. Zemřela roku 1630.
| Příjmení (titul) matky                                    | #  | Jméno                   | Narození – úmrtí                                                | Posmrtné jméno | Titul                | Udělení titulu |
| --------------------------------------------------------- | -- | ----------------------- | --------------------------------------------------------------- | -------------- | -------------------- | -------------- |
| ∞ Wang (kung-fej), posmrtně císařovna Siao-ťing           | 1. | Ču Čchang-luo (朱常洛)  | 1582–1620                                                       | Čen-ti         | korunní princ        | 1601           |
| ∞ Wang (kung-fej), posmrtně císařovna Siao-ťing           | 1. | Ču Čchang-luo (朱常洛)  | Po smrti císaře Wan-li roku 1620 vládl jako císař Tchaj-čchang. |                |                      |                |
| ∞ Čeng (chuang kuej-fej)                                  | 2. | Ču čchang-sü (朱常漵)   | 1585–1585                                                       | Aj (哀)        | kníže z Pin (邠王)   |                |
| ∞ Čeng (chuang kuej-fej)                                  | 3. | Ču Čchang-sün (朱常洵)  | 1586–1641                                                       | Čung (忠)      | kníže z Fu (福王)    | 1601           |
| ∞ Čeng (chuang kuej-fej)                                  | 4. | Ču Čchang-č' (朱常治)   | 1587–1588                                                       | Chuaj (怀)     | kníže z Jüan (沅王)  |                |
| ∞ Čou (tuan-fej)                                          | 5. | Ču Čchang-chao (朱常浩) | 1590–1644                                                       |                | kníže z Žuej (瑞王)  | 1601           |
| ∞ Li (ťing-fej), posmrtně velká císařovna vdova Siao-ťing | 6. | Ču Čchang-žun (朱常潤)  | 1594–1647                                                       |                | kníže z Chuej (惠王) | 1601 (do 1646) |
| ∞ Li (ťing-fej), posmrtně velká císařovna vdova Siao-ťing | 7. | Ču Čchang-jing (朱常瀛) | 1594–1645                                                       | Tuan (端)      | kníže z Kuej (桂王)  | 1601           |
| ∞ Li (šun-fej)                                            | 8. | Ču Čchang-pchu (朱常溥) | zemřel v dětství                                                | S' (思)        | kníže z Jung (永王)  |                |

Knížata byla po smrti připomínána posmrtným jménem a titulem, například „kníže Tuan z Kuej“ (桂端王, Kuej-tuan-wang).
| Příjmení (titul) matky                          | #   | Titul                             | Jméno                 | Narození – úmrtí | Sňatek | Manžel                   |
| ----------------------------------------------- | --- | --------------------------------- | --------------------- | ---------------- | ------ | ------------------------ |
| ∞ císařovna Wang                                | 1.  | princezna Žung-čchang (榮昌公主)  | Ču Süan-jing (朱軒媖) | 1582–1647        | 1596   | Jang Čchun-jüan (楊春元) |
| ∞ Čeng (chuang kuej-fej)                        | 2.  | princezna Jün-che (云和公主)      | Ču Süan-šu (朱軒姝)   | 1584–1590        |        |                          |
| ∞ Čeng (chuang kuej-fej)                        | 6.  | princezna Ling-čchiou (灵丘公主)  | Ču Süan-jao (朱軒姚)  | 1588–1589        |        |                          |
| ∞ Čeng (chuang kuej-fej)                        | 7.  | princezna Šou-ning (壽寧公主)     | Ču Süan-wej (朱軒媁)  | 1592–1643        | 1609   | Žan Sing-žang (冉興讓)   |
| ∞ Wang (žung-fej)                               | 3.  | princezna Ťing-le (静樂公主)      | Ču Süan-kuej (朱軒媯) | 1584–1585        |        |                          |
| ∞ Wang (kung-fej), posmrtně císařovna Siao-ťing | 4.  | princezna Jün-meng (云梦公主)     | Ču Süan-jüan (朱軒嫄) | 1584–1587        |        |                          |
| ∞ Li (te-pchin)                                 | 5.  | princezna Sien-ťü (仙居公主)      | Ču Süan-ťi (朱軒姞)   | 1584–1585        |        |                          |
| ∞ Li (te-pchin)                                 | 8.  | princezna Tchaj-šun (泰顺公主)    | Ču Süan-ťi (朱軒姬)   | ?–1593           |        |                          |
| ∞ Li (te-pchin)                                 | 9.  | princezna Siang-šan (香山公主)    | Ču Süan-teng (朱轩嬁) | 1598–1599        |        |                          |
| ∞ Li (šun-fej)                                  | 10. | princezna Tchien-tchaj (天台公主) | Ču Süan-mej (朱轩媺)  | 1605–1606        |        |                          |

## Hrobka

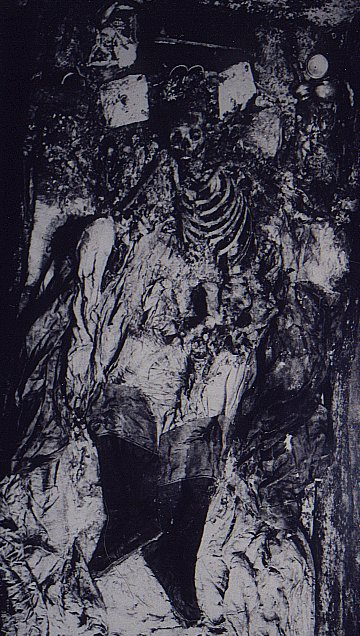
Císařovy ostatky při vykopávkách roku 1956

Wan-li byl pohřben v areálu mingských císařských hrobek na úpatí hory Ta-jü u Pekingu, v němž je pohřbeno třináct ze šestnácti panovníků vládnoucích v letech 1368–1644. Wan-liho pohřební komplex vybudovaný v letech 1584–1590 nese název Ting-ling a sestává ze tří ohrazených dvorů následujících po sobě, v nichž vedle několika menších budov stojí na třístupňové terase mezi druhým a třetím brána a rozlehlá (30×67 m) obětní síň. Za třetím dvorem se tyčí mohyla ohrazená tři metry vysokým valem. Mohylu v letech 1956–1957 otevřeli čínští archeologové a nalezli v ní podzemní stavbu sestávající ze vstupní předsíně, vnější síně, za ní prostřední síně, do které vedou vchody z levé a pravé postranní komory a zadní vlastní pohřební komory. Pohřební komora je větší než ostatní místnosti, má rozměr 9,1×30 m a 9,5 m na výšku. Vstup je v polovině delší strany. V pohřební komoře se nacházely dřevěné rakve s ostatky císaře, císařovny a matky Tchaj-čchanga. Nalezeno bylo na tři tisíce předmětů, šperky a předměty ze zlata a stříbra, nefritu a porcelánu, oděvy, koruny císaře a císařovny a mnoho dalšího.
Archeologický průzkum provedený v 50. letech je v Číně od 90. let považován za neprofesionálně provedený, když kvůli nedostatku potřebných znalostí nebylo možno zakonzervovat a zachovat dřevěné a textilní artefakty, zpráva z výzkumu byla sestavena až roku 1986 na základě zachovaných zápisků účastníků vykopávek a navíc mnohé nalezené předměty, včetně ostatků císaře a jeho manželek, byly zničeny Rudými gardami v průběhu kulturní revoluce.